# ドラゴンクエストシリーズの特技一覧
ドラゴンクエストシリーズの特技一覧（ドラゴンクエストシリーズのとくぎいちらん）は、ドラゴンクエストシリーズに登場する特技の解説である。ここでは『IX』で新たに追加された必殺、『X』で追加されたチャンス特技、及びゾーン技、『XI』で追加されたれんけい技についても解説する。

## 作品における特技の位置づけ
ドラゴンクエストシリーズにおける特技（とくぎ）とは、通常攻撃以外の特別な技のうち、呪文に該当しないものを言う。例えば、物理的な体術、炎や吹雪を吐くなどといったブレス攻撃、相手のMP（マジックパワー）を吸い取る踊り、仲間を呼ぶ行為などが挙げられる。
『ドラゴンクエストIV』までの作品においては、これらの技は「特殊攻撃」と呼ばれ、敵キャラクターのみが使うものであった（呪文「ドラゴラム」や『IV』に登場する仲間キャラクター「ドラン」の技など例外もあり）。しかし、『ドラゴンクエストV』では、倒したモンスター（魔物）を仲間にするシステムが導入されたことにより、味方のキャラクターも特殊攻撃を使うことができるようになり、これを指して「特技」と名づけられた（Vの仲間モンスターは呪文のみ、もしくは混在の場合でも特技となっている）。さらに『ドラゴンクエストVI』以降は特技の数が格段に増え、人間のキャラクターもブレス、踊りなどさまざまな特技を操ることができるようになった。
『V』で仲間モンスターが使う特技は、すべてMPを消費しないものであったが、『VI』からは、「ジゴスパーク」「ギガスラッシュ」など、一部MPを消費する特技も登場するようになり、さらに『VIII』では、多くの特技がMPを要するものとなった。リメイク版ではオリジナルを踏襲していたが、3DS版『VII』ではMPを消費する技が増えている。
『VII』までは装備と特技に相関関係はなかったが、『VIII』以降のナンバリング作品ではスキルマスターシステムにより、各特技に対応した武器を装備していないと（格闘スキルの特技は素手でないと）使用できない特技が多数存在する。また、『X』の上級特技は使用可能になるまで時間を要するようになり（チャージタイム）、連発が出来ない（呪文も同様）。
3DS版『VII』では人間の上級職で覚えた特技はその職業でないと使用できない仕様に変更されている（呪文も同様）。

## ゲーム中で登場する特技
以下では、ドラゴンクエストシリーズに登場した特技について、ジャンル別に分けて解説する。なお、敵のみが使える特殊攻撃も含めている。特技は「移動中の特技」を除いて、すべて戦闘中のみ使用できる。

### 攻撃系特技
主に、敵にダメージを与えることを目的とした特技。

#### 究極系
MPなどのコストを大きく消費する究極の特技。その分、威力も大きい。
アルテマソード
『VII』『XI』に登場。究極を越えると言われる剣技で、相手1体に強力なダメージを与える。ダメージ量は『VII』では相手の守備力、『XI』では使用者の「ちから」に依存する。メタル系モンスターの耐性を無視してダメージを与えることができ、ほぼ一撃で倒すことが可能。リメイク版では主人公が使用すると特殊カットが入り、ダメージ量は相手の守備力に依存しなくなった。『VII』とリメイク版『V』ではこの特技を使用する敵がいるが、いずれもMP不足で必ず失敗する。リメイク版『VII』ではメガヒーローが、『Xl』では魔王ウルノーガが使用する。『バトルロードII レジェンド』ではVII主人公のとどめの一撃として登場。『ヒーローズ2』ではツェザールの必殺技として登場。
ギガスラッシュ
究極の剣技。『DRAGON QUEST -ダイの大冒険-』で登場したオリジナル技「ギガストラッシュ」が逆輸入されたもの。相手1グループにデイン（電撃・雷）系属性の強力なダメージを与える。なお『ドラゴンクエストモンスターズ』では相手1体にしかダメージを与えずギガスラッシュ属性と分類され、主に獣系統に対してはダメージが軽減されている。しかしプレイステーション版でドラゴン系が使用すると技の威力が上がる。『IX』『X』では電撃属性ではなく、光属性に変更されており、与えるダメージは使用者の「ちから」と「こうげき魔力」の合計値に依存する。故に、魔法戦士が最高の威力を叩き出す。『XI』以降は対象が敵全体となり、与えるダメージは使用者の「ちから」に依存する。HD2D版『III』は勇者の「ちから」依存とデイン系で敵全体にダメージを与える。『ジョーカー2』ではイオ系統に分類される。以後このタイプの特技は全て同じ。『ヒーローズ』シリーズではメーア・テレシアの必殺技として登場。
かいはざん（海破斬、海波斬）
『モンスターズ2』及び『ジョーカー2プロフェッショナル』以降のモンスターズシリーズと『XI』に登場。『モンスターズ2』では連携特技の一つ。「ギガスラッシュ」と「つなみ」を組み合わせる事で発動し、相手1体に大ダメージを与える。特に水系のモンスターに対して効果が大きい。『ジョーカー2プロフェッショナル』以降では通常の特技として登場。敵全体にヒャド、ドルマ系の大ダメージを与える。『ダイの大冒険』で登場したオリジナル技「海波斬」が逆輸入されたもの。『XI』では主人公がとあるイベントで習得（後述の「大地斬」「空裂斬」「閃光斬」「暗黒斬」「灼熱斬」も同時に習得）し、相手全体に氷属性の大ダメージを与える。
だいちざん（大地斬）
『モンスターズ2』及び『ジョーカー2プロフェッショナル』以降のモンスターズシリーズと『XI』に登場。『モンスターズ2』では連携特技の一つ。「ギガスラッシュ」と「岩石おとし」を組み合わせる事で発動し、相手1体に大ダメージを与える。特に植物系のモンスターに対して効果が大きい。『ジョーカー2プロフェッショナル』以降では通常の特技として登場。敵全体にギラ、ベタン系の大ダメージを与える。『ダイの大冒険』で登場したオリジナル技「大地斬」が逆輸入されたもの。『XI』では敵全体に土属性の大ダメージを与える。
くうれつざん（空裂斬）
『モンスターズ2』及び『ジョーカー2プロフェッショナル』以降のモンスターズシリーズと『XI』に登場。『モンスターズ2』では連携特技の一つ。「ギガスラッシュ」と「しんくうは」を組み合わせる事で発動し、相手1体に大ダメージを与える。特に鳥系のモンスターに対して効果が大きい。『ジョーカー2プロフェッショナル』以降では通常の特技として登場。敵全体にバギ、イオ属性の大ダメージを与える。『ダイの大冒険』で登場したオリジナル技「空裂斬」が逆輸入されたもの。『XI』では敵全体に風属性の大ダメージを与える。
日輪斬
『ジョーカー3』に登場。敵全体に火、爆発系の大ダメージを与える。
閃光斬
『XI』に登場。敵全体に光属性の大ダメージを与える。
暗黒斬
『XI』に登場。敵全体に闇属性の大ダメージを与える。
灼熱斬
『XI』に登場。敵全体に炎属性の大ダメージを与える。
ギガクロスブレイク
『モンスターズ2』及び『ジョーカー2プロフェッショナル』以降のモンスターズシリーズに登場。『モンスターズ2』では連携特技の一つ。2体のモンスターで2つの「ギガスラッシュ」を組み合わせる事で発動するが、その発動率は低い。相手全体にギガスラッシュ属性の大ダメージを与える。『ジョーカー2プロフェッショナル』以降では通常の特技として登場。MPを大きく消費して（ジョーカー2プロでは全て消費して）敵全体にイオ、デイン系の大ダメージを与える。『ダイの大冒険』で登場したオリジナル技「アバンストラッシュクロス」の翻案。

ギガスロー
『VIII』より登場。ブーメランスキルの究極技。相手1体（バトルロードIIでは全体）にデイン（電撃・雷）系（『IX』では雷・爆発）属性の強力なダメージを与える。与えるダメージは使用者のレベルに依存する。『Xl』では敵専用特技で、対象が相手全体となり、マヒの効果が付加されている。
ダブルギガスロー
『バトルロード』における真ダークドレアム専用特技。ギガスローを2連発する。
ギガソード
リメイク版『IV』に登場。勇者専用の特技。相手1体にデイン（電撃）系属性の強力なダメージを与える。
ギガブレイク
『VIII』より登場。『VIII』では剣スキルとゆうきスキルを共に最大（100）まで上げるとギガスラッシュから変化する上位技。強力な電撃を剣状にして相手1グループをなぎ払い、デイン（電撃・雷）系属性の強力なダメージを与え、ダメージ量は使用者のレベルに依存する。剣を装備していなくとも使用可能。リメイク版『VIII』ではモーションが変更されている。『IX』では剣スキルの究極技になっており、剣を装備している且つ、剣の秘伝書を所持している場合のみ使用可能。前作と演出が変わり、空高く飛び上がった後に両手にエネルギーを溜め、剣状のオーラを振り下ろして攻撃する。またギガスラッシュと同様、前作の電撃属性から光属性へ変更されており、与えるダメージは使用者の「ちから」と「こうげき魔力」の合計値に依存する。『XI』でもギガスラッシュと同様、対象が敵全体に変更。与えるダメージは使用者の「ちから」に依存する。『ジョーカー2』ではイオ系統に分類される。「ヒーローズ」シリーズではアクト・ラゼルの必殺技。
『ダイの大冒険』の竜騎将バランの必殺技より採用されており、『X』『XI』ではダイの大冒険でバランが放つときのモーションが使用されている。
グランドクロス
十字を切って相手1グループ（『XI』では相手全体）にバギ（風）属性のダメージを与える。ゾンビ系にはダメージが大きい。『XI』では、使用者のちからで威力が変化するようになり、一定確率で相手の雷属性の耐性を下げる効果も付加された。『VIII』と『ジョーカー2』以降では呪文扱いとなっている。なお、呪文扱いとなっている『VIII』ではマホカンタで跳ね返されない。3DS版『VII』ではメルビンが使用すると特殊カットが入る。
天国への階段
スマートフォン版・3DS版『VIII』にて、グランドクロスと差し替わって登場した特技（ただしプレイヤー側のみ）。海外版『VIII』にてグランドクロスと差し替わって登場した「Pearly Gates」が元。
天国への門を開き相手1グループにダメージを与える。性能はグランドクロスと同じ。
グランドネビュラ
『IX』より登場。パラディンの秘伝書を所有していると使用可能になる特技。星雲の輝きで敵1グループに光属性の強力なダメージを与える。ダメージ上昇が「こうげき魔力」ではなく、「かいふく魔力」に依存するのが特徴。バトルロードIIでは使用者のHPが低いほどダメージが上昇する。『XI』では主人公とロウのれんけい技として登場。
ゴールドシャワー
『IX』より登場。『IX』ではスーパースターの秘伝書を所有していると使用可能になる特技。ゴールドの入った袋を左手で殴りつけてお金を空高く噴出させ、敵全体に降らせて土属性（『X』『XI』では無属性）の大ダメージを与える。使ってもMPは消費しないが、代わりに1回ごとに1000Gも使ってしまう。
ゴッドスマッシュ
『IX』『XI』と3DS版『VIII』に登場する、ツメスキルの究極技。ツメを擦りながら猛ダッシュし、螺旋の軌跡を描きながら空高く飛び上がった後にツメにエネルギーを溜め、落下しながら攻撃する。属性は光。与えるダメージは使用者の「ちから」に依存する。3DS版『VIII』では、属性が無くなり、使用者の攻撃力の0.5〜0.75倍のダメージを与える。
ジゴスパーク
地獄からいかずちを呼び寄せ、相手全体（『XI』では相手1グループ）にデイン（電撃・雷）系属性の強力なダメージを与える。『VIII』以降ではヤリスキルの究極技となっている（ただし、『VIII』の場合主人公はヤリスキルで習得するが、ククールは剣スキルで習得）。『IX』ではヤリを装備している且つ「ヤリの秘伝書」を所持している場合のみ使用可能。雷・爆発属性となっていて、与えるダメージは使用者の「ちから」と「こうげき魔力」の合計値に依存する。『X』『XI』では一定確率で相手の雷属性の耐性を下げ、マヒさせる効果が付加された。与えるダメージは使用者の「ちから」に依存する。『少年ヤンガス』や『ドラゴンクエスト モンスターバトルロード』など一部の作品では呪文扱いになっている。『ヒーローズ』シリーズではテリーの必殺技として登場。
シャイニングボウ
『VIII』『IX』に登場する、弓専用特技。『IX』では、弓スキルの究極技。『X』では弓スキル120で習得。光の矢で相手全体に光属性のダメージを与える。『ジョーカー2プロフェッショナル』ではランダムな目標に、ランダムな回数のメラ、デイン系の連続攻撃を繰り出す。
地這い大蛇
『VIII』『IX』に登場する、ムチスキルの究極技。相手1グループに左から順番に岩石（『IX』では土）属性のダメージを与える。威力は後になるほど下がる。威力は通常攻撃の1.5倍。『IX』では2倍に強化された。
森羅万象斬
『IX』に登場する、斧スキルの究極技。相手1体に斬りつけるとともに大木の形をした火柱が上がる。与えるダメージは使用者の「ちから」に依存する。『ジョーカー2プロフェッショナル』では攻撃対象が全体となり、スライム、ドラゴン、自然、魔獣系に大ダメージを与えられるようになった。『ヒーローズ2』ではオルネーゼの必殺技として登場。
ドラゴンソウル
北米版及び3DS版『VIII』に登場する主人公専用特技。光を纏って突進し、相手1体に大ダメージを与える。『バトルロードシリーズ』では主人公のとどめの一撃として登場。
ビッグバン
『VI』から登場。大爆発を引き起こし、相手全体にダメージを与える。『VIII』では鎌スキル、『IX』ではハンマースキルの究極技、『X』では両手剣スキル、『XI』ではゆうしゃスキルで習得する特技となっている。『VI』『VII』『VIII』『モンスターズ』ではメラ属性、『IX』では闇属性、『X』『XI』では炎属性。『VIII』では、ヤンガスがLv55以上になると威力が上がり、エフェクトも変わる。『X』では使用者の攻撃力、『XI』では「ちから」によってダメージ量が変化する。『バトルロード』では特定の技3つを組み合わせて発動する必殺技によるもの、スペシャルカードによるもの、特殊な武器で使用できる通常攻撃の3種類が存在し、必殺技と武器攻撃は光と爆発属性を持った呪文、スペシャルカードは相手に必ず固定ダメージを与える無属性の呪文となっている。
プチスパーク
リメイク版『V』に登場。プチターク専用の特技。魔界からいかずちを呼び寄せ、相手全体にデイン（電撃）系属性の強力なダメージを与える。「プチ」と名が付いているが、威力はジゴスパークにも負けていない。
プチスラッシュ
リメイク版『V』に登場。プチターク専用の特技。相手1グループにデイン（電撃）系属性の強力なダメージを与える。「プチ」と名が付いているが、威力はギガスラッシュにも負けていない。
マダンテ
すべての魔力を解き放ち（残りのMPを完全消費し）、消費したMPを3倍（『X』では約4倍、『VIII』とDS版『VI』では2倍、『IX』では1.5倍）した値のダメージを相手全体に与える。作品により、特技として扱われる場合と呪文として扱われる場合があり、属性は炎（『X』では光属性、『IX』『XI』では無属性。ただし、『IX』では使用者にフォースを纏わせることで属性をつけることができる）。また、敵が使用するときはMPの残りに関係なく固定ダメージを相手に与える。3DS版『VII』ではマリベルが使用すると特殊カットが入る。なお『モンスターズ』ではマダンテ属性とされ、レベルの2倍とMPの2倍を足した数字が相手に与えるダメージ値となり、スライム、にじくじゃくなどが覚えることになっている。
烈風獣神斬
『VIII』に登場する、斧スキルの究極技。相手1体に通常攻撃よりも強力なダメージを与える。相手が獣系の場合、さらに大ダメージを与える。属性はバギ系。
ゴッドハンド、アビスハンド、ジャッジメント
『ジョーカー3』に登場。巨大な拳が敵全員を攻撃する。ゴッドハンドは光、重力。アビスハンドは闇、爆発。ジャッジメントは光、闇属性。

#### ブレス系
炎や吹雪によって相手全体にダメージを与える。後ろに名前を挙げたものほど高威力。これらの攻撃は特定の防具を装備するか、「フバーハ」の呪文によってダメージを軽減させることができる。『V』以前の作品ではノーダメージ回避は一部の例外（竜型の仲間モンスターは炎に対し無敵であるなど）を除き不可能だったが、『VI』以降の作品で登場した「おいかぜ」「きょうふう」「といきがえし」などでこちら側は無傷でそのまま相手へはね返すことができる。また、『VIII』『IX』では耐性次第では反射や回避せずともダメージがゼロになることもある。
火の息 / 火の玉、火炎の息 / 高熱のガス、激しい炎、しゃくねつ（の炎）
炎を吐いて攻撃。2つ並んで記述されているものは後者が『IV』のみに登場した技で、他シリーズでの前者の技とほぼ同等の威力を持つ。灼熱は『V』では「灼熱炎（しゃくねつほのお）」と言う名で、輝く息よりも強力だったが『VI』以降では輝く息の方が強くなった。
煉獄（の）火炎
『VII』『IX』『X』で登場。輝く息よりも強力な攻撃である。『VII』ではプレイヤー側も使用可能だが、ブレスの中では唯一MPを消費する。『IX』のれんごく火炎は使用者によって威力が変化する。『バトルロード』の竜王の技及び『ヒーローズ2』のマリベルの必殺技では煉獄「の」火炎となっている。
激しく燃え盛る炎
敵のみが使う技。相手全体に炎属性の大ダメージを与える。固定ダメージによって防具や職業による火炎耐性の効果をある程度無視し、尚且つフバーハでダメージを軽減することは出来ない。
地獄の業火
『バトルロード』のシドーや真エスタークのブレス技。
冷たい息、凍りつく息、凍える吹雪、（冷たく）輝く息
吹雪を吐いて攻撃。『V』では凍りつく息～輝く息の3段階だった、『VI』以降では一番弱い息の名称が冷たい息に変更され、既存の3つの息の強さがそれぞれ1段階格上げされた。それにより輝く息は『V』では灼熱炎より弱かったが、『VI』では灼熱炎を上回る威力を持つ「冷たく輝く息」となり、またこれに伴い、使用した際のメッセージに「ぜんしんを ふるわせ」の一文が追加された。リメイク版『IV』では、『V』以前までの弱めの「輝く息」と、『VI』以降のシリーズと同じ威力、メッセージの、強力な「冷たく輝く息」の両方が存在する。『IX』の輝く息は使用者によって威力が変化する。『バトルロード』では「輝く息」「冷たく輝く息」の二種類の名称が存在し、前者は氷属性に光属性を併せ持つ。
凍てつく冷気
敵のみが使う技。相手全体に氷属性の大ダメージを与える。威力は輝く息よりも低いが、固定ダメージによって防具や職業による吹雪耐性の効果をある程度無視し、尚且つフバーハ等でダメージを軽減することは出来ない。
絶対零度
『バトルロード』の真エルギオスが使うブレス技。輝く息を上回るダメージを与えると共に相手を氷漬けにして行動不能にする効果を持つ。
『イルルカ』ではかがやく息の上位特技として登場。マインドの効果が追加された。
凍結地獄
『X』でダークドレアム等が使う上位冷気ブレス
やみのほのお、やみのブレス、ダークネスブレス、やみの息、黒くかがやく炎
黒く輝く闇の炎を吐いて攻撃。やみのブレスは『IX』では竜王のレベル、『X』では使用者によってダメージが大きく変わる。
ひかりのほのお、ひかりのブレス、シャイニングブレス、ひかりの息
白く輝く光の炎を吐いて攻撃。使用者によってダメージが大きく変わる。
サンドブレス
『X』『XI』に登場。砂を吐いて攻撃し、相手全体に土属性のダメージを与え、すなけむり同様、幻惑状態にさせる効果がある。『X』では使用者によってダメージが大きく変わる。『XI』ではデスコピオン専用特技。
アシッドブレス
『X』に登場。攻撃力・防御力を大きく下げる。
ハッピーブレス
『X』に登場。踊らせて行動不能にする。
ブレイクブレス
『X』に登場。属性耐性低下状態にする。
オーロラブレス
『バトルロード』に登場する必殺技。炎、吹雪ブレス、あまい息が混ざり合い、虹色のブレスが敵全員を襲う。『ジョーカー2プロフェッショナル』では敵の炎、吹雪ブレス耐性のうち、弱い方の属性で攻撃する。
ゆうきの旋風
『テリー3D』に登場。与えるダメージは低いが、味方全員のテンションを上げることがある。
うらみぶし
『イルルカ』に登場。敵全体にチカラ尽きている味方の数が多いほど大きなダメージを与える。
悪夢のよびごえ
『イルルカ』に登場。敵の中からランダムに自分のかしこさと相手の守備力に依存したダメージを4回与える。
サンダーブレス
『ジョーカー3 プロフェッショナル』に登場。雷属性のダメージと共にマヒさせる。
アクアブレス
『ジョーカー3 プロフェッショナル』に登場。水属性のダメージと共に眠らせる。

#### 武器系
武器による物理攻撃を応用した特技。『VI』『VII』HD2D版『III』は、上記の究極特技を含めて該当武器を装備しなくてもそのまま使用できるものがある。
はやぶさ斬り
相手を一度に2回斬りつける。1回あたりのダメージは通常攻撃より弱いが守備力の低い敵に有効。『VIII』『IX』『X』では剣専用特技。はやぶさの剣、はやぶさの剣改を装備すると4回攻撃になる。『X』『XI』ではならない。また、仲間モンスターのバトルレックスはオノでこの特技を使える。
超はやぶさ斬り
『X』『XI』に登場。相手1体に4回攻撃を繰り出す。『X』ではCT（チャージタイム）が必要。
不死鳥天舞
『X』に登場。超はやぶさ斬りより高いダメージの4回攻撃を繰り出し、自身の会心率を上昇させる。
もろば斬り
相手1体に強力なダメージを与える代わりに、自分もダメージを受ける。『IX』ではどの武器を装備しても使用可能。
さみだれけん、さみだれぎり
相手全体にダメージ。ダメージは後列の相手ほど小さい。また、特定の敵には効果が薄い。『IX』のさみだれぎりは敵専用の特技でさみだれうちと同じ効果。
『バトルロードII』のさみだれぎりの対象は単体。
つるぎのまい、さみだれうち
ランダムな目標に対する攻撃を4回繰り出す。威力はばくれつけんよりも大きい。さみだれうちは弓専用特技。『VIII』のさみだれうちはさみだれづきと同じ効果。つるぎのまいは作品によっては踊りに分類され、『VII』ではおどりふうじで封じられる。リメイク版『VII』ではアイラがつるぎのまいを使用すると特殊カットが入る。『ジョーカー2プロフェッショナル』では斬撃封じやアタックカンタの影響を受けない。
ドラゴン斬り、ドラゴンスラッシュ
ドラゴン系の相手1体に通常攻撃の1.5倍のダメージを与える。ドラゴンキラーなどのようにドラゴン系の敵に有効な武器とも効果が重複するが、作品によってはしない場合もある。
ドラゴン斬りは『VIII』以降では剣（『Ⅹ』以降では片手剣）専用特技。ドラゴンスラッシュは『Ⅹ』以降の両手剣専用特技。
ブレイブスラッシュ
『Ⅹ』に登場する戦士専用両手剣の特技。両手剣特技のドラゴンスラッシュの改良版。	技の出が早く、通常の3.25倍のダメージを与える。ドラゴン系に対して更にダメージがアップする。
ゾンビ斬り、黄泉送り
ゾンビ系の相手1体に通常攻撃の1.5倍のダメージを与える。ゾンビキラーのようにゾンビ系の敵に有効な武器とも効果が重複する。黄泉送りは棍（『XI』ではヤリ）専用特技。
かもめ返し、つばめがえし
『VII』に登場。空を飛んでいる相手1体に対して大ダメージを与える。
メタル斬り
はぐれメタルなどメタル系の相手1体に対して、命中すれば必ず1か2のダメージを与える。『VIII』『IX』では剣専用特技。
『VI』『ヤンガス』では金属系及び機械系の相手1体に対して大ダメージを与える効果もある。
スライムたたき、スライム斬り
スライム系の相手1体に通常攻撃の1.5倍のダメージを与える。
しぜん斬り
自然系の相手1体に通常攻撃の1.5倍のダメージを与える。
まじゅう斬り
魔獣系の相手1体に通常攻撃の1.5倍のダメージを与える。
あくま斬り
悪魔系の相手1体に通常攻撃の1.5倍のダメージを与える。
ぶっしつ斬り、だいせつだん
物質系の相手1体に通常攻撃の1.5倍のダメージを与える。
聖魔斬
未知の系統の相手1体に通常攻撃の1.5倍のダメージを与える。
てんいむほう斬
悪魔、ゾンビ、物質、???系に大ダメージを与える全体攻撃。
火炎斬り、れんごく斬り
剣に炎の呪文の力をプラスさせて相手1体を切りつける剣技。ギラ系（または炎属性）に弱い相手にほど大ダメージ。『VIII』では剣専用、『X』『XI』では片手剣専用特技。
『ジョーカーシリーズ』ではれんごく斬りという強化版も登場している。
いなずま斬り、雷神斬り、雷鳴斬り、いなずまづき、稲妻雷光斬
剣に雷の呪文の力をプラスさせて相手1体を切りつける剣技。見た目とは異なりデイン系ではなく、イオ系に弱い相手にほど大ダメージを与える。
『ジョーカーシリーズ』では雷神(雷鳴)斬りという強化版も登場している。いなずまづきは槍を使った敵専用特技。
稲妻雷光斬は『ソード』『バトルロードII』『ヒーローズ』で登場。雷属性の攻撃を放つ。
マヒャド斬り、ひょうけつ斬り、ブリザーラッシュ、零度斬り、アイスジャベリン、ダイヤモンドダスト
剣に氷の呪文の力をプラスさせて相手1体を切りつける剣技。ヒャド系（氷属性）に弱い相手にほど大ダメージ。
『ジョーカーシリーズ』ではブリザーラッシュや零度斬りという強化版も登場している。アイスジャベリンは槍を使った敵専用特技。
ダイヤモンドダストは『バトルロード』『ヒーローズ』シリーズに登場。氷の渦を巻き起こす。『ヒーローズ』では片手剣、『ヒーローズII』では双剣、『バトルロード』ではオノを用いている。
フリーズブレード
『X』以降の作品に登場する両手剣専用特技。自身の周囲にいる敵に攻撃力と攻撃魔力の合計に応じて氷属性のダメージを与え、おびえ状態（『XI』は1回休み）を付与することがある。
しんくう斬り、風神斬り
剣に風の呪文の力をプラスさせて相手1体を切りつける剣技。バギ系に弱い相手にほど大ダメージ。
『ジョーカーシリーズ』では風神斬りという強化版も登場している。
れっぱ斬り、ばくれん斬り、爆砕斬り
『ジョーカーシリーズ』で登場。剣に爆発の呪文の力をプラスさせて相手1体を切りつける剣技。イオ系に弱い相手にほど大ダメージ。
ホーリーエッジ、ホーリーラッシュ、光明斬り
『ジョーカーシリーズ』で登場。剣に光の呪文の力をプラスさせて相手1体を切りつける剣技。デイン系に弱い相手にほど大ダメージ。
ダークスパイク、ダークマッシャー、無明斬り
『ジョーカーシリーズ』で登場。剣に闇の呪文の力をプラスさせて相手1体を切りつける剣技。ドルマ系に弱い相手ほど大ダメージ。
岩石斬り、圧縮斬り
『ジョーカー3』で登場、岩石、重力属性の単体攻撃。
まじん斬り、大まじん斬り
ミスすることが多いが、当たると必ず会心の一撃が出る。なお『モンスターズ』では麻痺などで動きを封じると必ず当たる。
『VIII』では、「まじん斬り」を使用しても必ず会心の一撃が出るようにならなくなったが、必ず会心の一撃が出る「大まじん斬り」も登場する。『VIII』『IX』『X』ではオノ専用特技。『バトルロードII』の大まじん斬りは特定の技3つを選ぶと発動する必殺技で、3人で武器を振り下ろし敵全員にダメージを与える。
へんてこ斬り、らせん打ち
相手1体にダメージを与えると同時に、まれに混乱状態にすることがある。らせん打ちはムチ専用特技。3DS版『VII』のへんてこ斬りは1グループが対象で、2体目以降へも攻撃力が落ちない。
ミラクルソード
剣（『Ⅹ』以降は片手剣）専用特技。相手1体に斬りつけると同時に、与えたダメージの半分だけ自分のHPを回復する。
プラズマブレード
『X』に登場する両手剣専用の特技。自身の周囲に敵にランダムで攻撃力と攻撃魔力の合計に応じて4回の雷属性のダメージを与え、火属性の耐久力低下を付与する。
ぶんまわし、大旋風斬り
両手剣専用の特技。両技は自身の周囲にいる敵に振り回す。ぶんまわしのみ『X』以降の作品に登場し、1.68倍のダメージを与える。
大旋風斬りは『X』のみ登場。自身の周囲にいる敵に4.3倍のダメージを与える。再使用までチャージタイム110秒（IIとしてスキルをセットした場合は70秒）を必要としている。
渾身斬り、全身全霊斬り
『X』以降の作品に登場する両手剣専用特技。両技は敵単体の頭上から振り下ろす。渾身斬りは装備している両手剣を大きくして、2.75倍のダメージを与える。
全親全霊斬りは渾身斬りより両手剣を巨大化し、4倍のダメージを与える。『X』ではCTが必要。
ポイズンダガー、ポイズンソード
『VIII』では剣・短剣、『IX』では短剣専用特技（ポイズンダガーのみの登場）。打撃とともに相手を猛毒状態にさせる。
アサシンアタック、ライトニングデス
『VIII』では剣・短剣、『IX』では短剣専用特技（アサシンアタックのみの登場）。相手1体にダメージを与えると同時に、即死させることがある。
『バトルロード2』のアサシンアタックは敵1体に少量のダメージか大ダメージを与え、ライトニングデスは敵全員に雷属性のダメージを与える。
バンパイアエッジ
短剣専用特技。与えたダメージの25%分だけ自分のHPを回復する。
キラーブーン
短剣専用特技。虫系の相手1体に通常攻撃の1.5倍のダメージを与える。
タナトスハント
短剣専用特技。毒かマヒ状態の相手に通常攻撃の1.5倍のダメージを与える。
タナトスムーチョ
毒かマヒ状態の相手により大きなダメージを与える全体攻撃。
ヒュプノスハント
短剣専用特技。使用するには短剣の秘伝書が必要。眠りか混乱状態の相手に通常攻撃の2倍（HD2D版は5倍）のダメージを与える。
ヒュプノスムーチョ
眠りか混乱状態の相手により大きなダメージを与える全体攻撃。
たいぼく斬
オノ専用特技。植物系の相手1体に通常攻撃の1.5倍のダメージを与える。
かぶとわり、シールドブレイク
かぶとわりはオノ専用特技（リメイク版『VII』のみ使用する武器を選ばない）で、シールドブレイクは打撃専用特技。相手1体に攻撃すると同時に相手の守備力を下げる。
蒼天魔斬、蒼天魔斬
オノ専用特技。相手1体に通常攻撃の1.3倍（『X』ver2.1以降と『XI』では3倍）のダメージを与え、さらにマヒ状態にすることがある。『X』では、仲間モンスターが使用する場合の名称は「晴天魔斬」になっていて、ver.3.1後期ではプレイヤー側と同じく「蒼天魔斬」に変更されるも、ver4.0でこの名称が復活した。
オノむそう
オノ専用特技。真空の刃で相手1グループに左から順番にバギ系のダメージを与える。威力は後になるほど下がる。『IX』以降では属性がなくなった。『X』ver.2,1からは、通常攻撃の2.3倍のダメージになった。仲間モンスターが使用する場合の名称が一時期「オノまつり」に変更されていたが、ver.3.1後期にて元に戻された。『XI』では威力が通常攻撃の2.2倍となり、威力は下がらなくなった。
鉄甲斬
『X』『XI』『ヒーローズII』に登場。『X』ではオノスキル120で習得。相手1体にダメージを与えつつ守備力を下げ、コマンド間隔を長くする。『XI』では相手1体に通常攻撃の1.5倍のダメージを与え、たまに守備力を2段階下げる。『ヒーローズII』では自分の周囲の敵にダメージを与え、与えた敵の守備力と素早さを20秒間（強化すると30秒間）、半分に下げる。
真・オノむそう
オノ専用特技。対象とその周囲に2回攻撃を繰り出す。
降魔紅蓮斬
オノ専用特技。敵１体にダメージを与えると共にダメージに応じて自身MPを回復する。
死神のかま、冥王のかま
鎌専用特技。鎌を投げて相手1グループに左から順番にダメージを与える。ダメージは通常攻撃より低く、さらに威力は後になるほど下がる。まれに命中した相手を即死させることがある。冥王のかまになると、威力が通常攻撃と同じになり、さらにゾンビ系に対して与えるダメージが大きくなる。
ぬすっと斬り、ぬすっと刈り、大どろぼうの鎌
相手1体を攻撃するとともに、低い確率でアイテムを盗むことができる。ぬすっと刈り、大どろぼうの鎌は鎌専用特技。
しっぷうぎり、しっぷう突き、しっぷう攻撃
すばやさに関係なく必ずターンの最初に相手1体を攻撃する。ただし、ダメージは通常攻撃より若干弱め。『VIII』『IX』のしっぷう突きはヤリ専用特技。
なぎ払い
『VIII』『XI』ではヤリ、『IX』と『X』では棍専用特技。相手1グループに左から順番にダメージを与える。威力は後になるほど下がる。『XI』では下がらなくなった。
けものづき
ヤリ専用特技。獣系の相手1体に通常攻撃の1.5倍のダメージを与える。
狼牙突き
『X』『ヒーローズ』シリーズに登場。ヤリを突き出して前方に衝撃波を放つ。
雷鳴突き
『X』『ヒーローズ』シリーズに登場。跳び上がってヤリを降り下ろし、雷属性の攻撃を放つ。
一閃突き、雷光一閃突き、一閃突き・改
ヤリ専用特技。まじん斬り同様ミスすることが多いが、当たると必ず会心の一撃が出る。『VIII』一閃突きのみ当たっても必ず会心の一撃にならない仕様となっていて、会心にならなかった場合は時は通常攻撃と同じダメージを与える。雷光一閃突きは一閃突きの上位技として『VIII』と『XI』に登場。『VIII』では『IX』以降の一閃突きと効果は同じで、『XI』では一閃突きよりも会心率が上がっているが消費MPも増加している。『ソード』での雷光一閃突きは必殺剣の一種で、敵全員に雷属性のダメージを与える。改は『X』に登場し、武闘家専用の特技で、動作時間が短くなり、会心の一撃の判定が出ずとも通常のダメージが確実に入るようになっている。
さみだれづき、おうぎのまい（扇の舞）、さみだれづき・零
ランダムな目標に対する攻撃を3～4回（『X』『XI』では4回）繰り出す。さみだれづきはヤリ、おうぎのまいは扇専用特技。『X』のさみだれづきはCTが必要。零はCTがなくなった強化版。
超さみだれづき
『X』に登場。相手1体に5回攻撃を繰り出す。
氷結らんげき
棍専用特技。ランダムな目標に対する氷属性の攻撃を4発連続で繰り出す。1発の威力は通常攻撃よりも弱い。
奥義・棍閃殺、占技・天輪殺
『X』に登場。自身の攻撃力を上昇させた後に敵1体を攻撃する。占技・天輪殺は占い師専用で、攻撃力の代わりにタロットのダメージ増加の効果を付与する。
断空なぎ払い
『X』に登場。前方範囲（オフラインでは敵1グループ）に2回攻撃を繰り出す。
豪雪氷結乱撃、豪雪氷結乱撃・改
『X』に登場。相手1体に氷属性の5回攻撃を繰り出す。1撃ごとに氷属性耐性低下も与える。
ハートブレイク、マインドブレイク
打撃武器専用特技。相手1体にダメージを与えると同時に、相手の行動をまれに1ターン封じることがある。『バトルロードII』のハートブレイクは必殺技の一種で、巨大なハートを飛ばして敵全員にダメージを与え、まれにマヒさせる。
ゴールドハンマー、ゴールドラッシュ
打撃武器専用特技。相手1体を攻撃するとともに、たまにお金を盗むことができる。
ドラムクラッシュ、デビルクラッシュ
打撃武器専用特技。物質系の相手1体に通常攻撃の1.5倍のダメージを与える。デビルクラッシュの場合、悪魔系の敵に対しても通常攻撃の2倍のダメージを与える。
ラストバッター
ハンマー専用特技。必ずターンの最後に攻撃するが、通常の1.2倍のダメージを与える。
ランドインパクト
ハンマー専用特技。大地に衝撃を与えて、敵全体に土属性のダメージを与える。『X』では吹っ飛ばしもする。アトラスが出す場合は転倒効果もある。『XI』では敵専用特技で、サイクロプスのみ対象範囲が相手1グループ。転倒効果が付加されている。
プレートインパクト
『X』のハンマースキル140で習得。ランドインパクトと同じモーションでより大きな衝撃を起こし、周囲の敵に土属性のダメージを与え、守備力・おもさ・呪文耐性を下げる。
キャンセルショット
ハンマー専用特技。タイミングを合わせて命中させれば相手の呪文や特技の発動を無効にできることがある。
スタンショット
『X』のハンマースキル120で習得。相手1体に攻撃し、ショック効果で動きを封じる。左手に武器を持っていても攻撃回数は増えない。
まじんのてっつい、まじんのかなづち
打撃武器専用特技。ミスすることが多いが、高い確率で会心の一撃が出る。まじんのかなづちは必ず会心の一撃になる。まじんのかなづちは武器として登場した作品もある。
しばり打ち
ムチ専用特技。相手1体（『XI』では1グループ）にダメージを与えると同時に、まれにマヒ状態にすることがある。『X』ではメタル系に当てると確実にマヒさせる。
しびれ打ち、愛のムチ
ムチ専用特技。相手1グループにダメージを与えると同時に、まれにマヒ状態にすることがある。『IX』の愛のムチは怪人系の相手に通常攻撃の1.25倍のダメージを与える効果。
ねむり打ち
ムチ専用特技。相手1グループにダメージを与えると同時に、まれに眠り状態にすることがある。
レディウィップ、クィーンウィップ、ヒールウィップ
ムチ専用特技。相手1グループにダメージを与えると同時に、与えたダメージに応じて自分のHPを回復させる。ヒールウィップは『IX』に登場。
双竜打ち
ムチ専用特技。相手1グループの中からランダムな目標に対する攻撃を2回繰り出す。威力は作品によって異なる。
みだれ打ち
ムチ専用特技。3DS版『VIII』で登場。通常（1体目）よりやや弱い攻撃力で敵全体を攻撃する（2体目以降の攻撃力は落ちない）。
疾風迅雷
『X』『ヒーローズ』に登場。ムチを打ちつけて稲妻を放つ。
クロスカッター
ブーメラン専用特技。相手全体にダメージを与えた後、一番左の相手に追加ダメージを与える。追加ダメージは敵の数が多いほど増加する。『バトルロードII』では2人で剣を投げつけて攻撃する。
パワフルスロー、超パワフルスロー
ブーメラン専用特技。2体目以降の相手にも一番目の相手と同じ威力の攻撃を与える。『VIII』では超パワフルスローになると威力が上がる。
バーニングバード
ブーメラン専用特技。炎を纏ったブーメランで、『VIII』では相手全体にメラ属性のダメージ。『IX』『X』では相手全体に炎属性のランダムダメージを7回行う。
フローズンバード
『X』のブーメランスキル120で習得。バーニングバードを氷属性に変更したもの。
シャインスコール
ブーメラン専用特技。光の雨で、相手全体にシャイン（光）属性のダメージ。
メタルウィング
『VIII』では武器の名前だったが、『IX』以降ではブーメラン専用特技にコンバートされた。命中すればメタル系のモンスターに確実に1～2ダメージを与える。
スライムブロウ
ブーメラン専用特技。スライム系の相手に通常攻撃の1.5倍のダメージを与える。
デュアルカッター
『X』『XI』でブーメラン専用特技として登場。周囲の敵（『XI」では相手全体）に通常攻撃と同じ威力の攻撃を2回する。
デュアルブレイカー
『X』『XI』でブーメラン専用特技として登場。デュアルカッターより高い威力の攻撃を2回すると共に状態異常への耐性を下げる。
ラリホーアロー
弓専用特技。相手1体にダメージを与えると同時に、まれに眠り状態にすることがある。
マジックアロー
弓専用特技。相手1体にダメージを与えると同時に、呪文に対する耐性を1段階下げる。
妖精の矢、精霊の矢、天使の矢
弓専用特技。相手1体にダメージを与えると同時に、与えたダメージの8分の1（端数切捨て）、自分のMPを回復させる。天使の矢は『IX』『X』に登場。
ニードルショット、ニードルラッシュ
弓専用特技。相手1体の急所を狙う。成功すれば一撃で息の根を止め、失敗の場合は1のダメージを相手に与える。ニードルラッシュになると3～4回連続で繰り出す。『バトルロードII』のニードルラッシュは敵1体にダメージを与え、毒にする。
バードシュート
弓専用特技。鳥系の相手1体に通常攻撃の1.5倍のダメージを与える。
サンダーボルト
『X』『バトルロード』『ヒーローズ』で登場。雷属性の攻撃を行う。『X』『ヒーローズ』では弓、『バトルロード』では剣を用いている。
タイガークロー
相手を一度に『IX』では2回、『X』と3DS版『VIII』では3回引き裂く。ツメ専用特技。『IX』では1回あたりのダメージは通常攻撃より弱いが、『X』では上回る。また『X』ではその汎用性の高さから、バージョン1.1にて消費MPを3から5に引き上げられ、さらに1.4と2.1の二度に渡って威力そのものを落とされた。ただし現在でも通常攻撃より高い威力は保っている。
ライガークラッシュ
『X』のツメスキル140で習得。相手1体を5回引き裂く。CTがある分、1発の威力は通常攻撃より強い。
ウィングブロウ、サイクロンアッパー
ツメ専用特技。通常攻撃に加え風属性の追加ダメージを与える。『X』ではツメの性質上攻撃回数は2回のままだが、1発の威力は通常攻撃より強い。HD2D版『III』では1発の攻撃に加えてバギ系の追加ダメージを与える。
サイクロンアッパーはツメスキル120で習得。
裂鋼拳
ツメ専用特技。マシン系の相手1体に通常攻撃の1.5倍のダメージを与える。
ネイルスクラッチ
ツメ専用特技。相手1体に4回連続でダメージを与える。1発の威力は通常攻撃よりも弱い。
ゴールドフィンガー
ツメ専用特技。相手1体にダメージを与えると同時に、相手の補助呪文効果をすべて打ち消す。
必中拳
ツメ専用特技。相手1体に1発のみ攻撃。避けられたりミスしたりガードされたりすることはなく、必ず攻撃が命中する。
波紋演舞
扇専用特技。水系の相手1体に通常攻撃の1.5倍のダメージを与える。
疾風炎舞扇
『バトルロードII』『ヒーローズ』でマーニャが使用する技。２匹の炎の龍を放って攻撃する。『ロトの紋章』に名前が同じ技がある。
情熱のバズーカ
『ヒーローズ』に登場する、ジュリエッタの必殺技。魔法銃に充填した魔力を発射し、前方一帯で爆発を起こす。
におう斬り
敵の「みがわり」「におうだち」を無視して敵全員を攻撃する。
ダモーレ斬り
通常より弱いダメージを単体に与え、敵の能力が見えるようになる。
ゆうきの斬舞
ランダムな目標に対して3～7回攻撃する。味方全員のテンションを上げることもある。
天下無双
『X』『ヒーローズ』に登場。素早い連撃を繰り出す。
げはげは笑いながらなぎはらう
グラコス、グラコス5世専用特技。げはげは笑いながら武器を振り回し、相手全体に物理ダメージを与える。
目にもとまらぬ早業
デュラン、嘆きの巨人、ダークドレアム専用特技。ランダムな目標に対する攻撃を3発連続で繰り出す。1発の威力は通常攻撃の0.5倍。
乱れ撃ち
フォレストガード専用特技。素早く矢を放ち、ランダムな目標に対して4回物理ダメージを与える。1発の威力は通常攻撃の0.5倍。
どく矢みだれうち
どくやずきん（『VIII』）専用特技。ランダムな目標に3～4回連続攻撃をすると同時に毒の追加効果を与える。1発の威力は通常攻撃の0.5倍。
剣を振りかぶる
バベルボブル系モンスター専用特技。相手1体に対して、一度に2回攻撃をする。
無数の矢を降らす
ファイナルウェポン、Sキラーマシン専用特技。空から無数の矢を降らせ、相手全体に固定ダメージを与える。
魔旋斬
災厄の王専用特技。両手の剣をクロスして攻撃し、前方の敵に対して物理ダメージを与える。
剣を突き立てる
3DS版『VIII』でのエスターク専用特技。両手の剣を地面に突き立て、衝撃波で全員にギラ系のダメージ。
必殺の一撃
3DS版『VIII』でのエスターク専用特技。両手の剣を叩きつけ、単体に1000以上の無属性ダメージを与える。
魔神の絶技、闘神の絶技
デュラン系統専用特技。闘神～は『X』のデュラン専用。両刃剣を分割して7回連続攻撃を繰り出す。3DS版『XI』では全体攻撃。

#### 格闘系
鍛えた肉体を使って敵を攻撃する特技。
とびひざげり
空を飛んでいる相手1体に対して大ダメージを与える。
ヒップアタック
相手1体に通常の打撃の1.3倍の威力の、強力なダメージを与える。『VIII』と『XI』ではおいろけスキルで習得。『VIII』ではマヌーサの影響を受けない。『X』では仲間モンスターのベビーサタン専用特技で、通常攻撃の1.2倍のダメージを与え、50%の確率で相手を魅了する。『バトルロードII』では混乱の効果がある。
せいけん突き
相手1体に通常の打撃よりも強力なダメージを与える。命中率は敵の岩石系の耐性次第で決定する。『VIII』『IX』では武器を装備していないときのみ使用可能。
まわしげり
相手1グループにダメージを与える。ダメージは後列の相手ほど小さい。ムチによる攻撃と同様の効果。
ばくれつけん
ランダムな相手（『X』では1体）に対する攻撃を4発連続で繰り出す。1発の威力は通常攻撃よりも弱い。『VIII』以降は武器を装備していないときのみ使用可能。
ムーンサルト、ミラクルムーン
相手全体に同じ攻撃力でダメージを与える。攻撃力は対象の数に反比例する（数が多いほど攻撃力が落ちる。対象が1体の場合は通常攻撃よりも攻撃力が高い）。『VIII』では、パワーアップ版であるミラクルムーンも登場した。威力はムーンサルトよりも高く、一体目に与えたダメージに応じて体力を回復するようになる。『VIII』『IX』では武器を装備していないときのみ使用可能。『IX』ではミラクルムーンのみ登場し、素手の秘伝書を所持している場合のみ使用できる。『X』ではムーンサルトのみの登場で、とびひざげりと同じ効果になった。
きゅうしょ突き
相手1体の急所を狙う。成功すれば一撃で息の根を止め、失敗の場合は通常攻撃の半分のダメージを相手に与える。『バトルロードII』では成功すれば大ダメージを与え、失敗の場合は極少のダメージを与える。『IX』では槍スキルで習得。
無心こうげき
ランダムに選ばれた敵1体に攻撃。威力は通常攻撃の1.5倍。複数名が連続して使っても連鎖の対象とならない。
とうこん討ち
相手1体に通常攻撃の1.2倍のダメージを与える。無心こうげきより威力が低いが、対象を選択できる他、同じ攻撃による連鎖の対象ともなっている。『X』では自分のテンションが1段階上がることがあり、この技自体でテンションを消費しないため連続して上げることが可能。
モリーダイブ
敵単体と自分に大ダメージを与える。
アンカーナックル
ターンの最後に敵1体に大ダメージを与える。
獣王げきれつしょう
敵全体にバギ、ベタン属性のダメージを与える。「ダイの大冒険」に登場する技「獣王激烈掌」が逆輸入されたものと思われる。
国王会心撃
『ヒーローズ』に登場するディルクの必殺技。地面を殴りつけて岩を噴き上げ、全方位の広い範囲を攻撃する。『ダイの大冒険』には名前の似た「獣王会心撃」という技がある。
飛翔拳
『X』『ヒーローズ』に登場。上方に向かって攻撃を繰り出す。『X』では敵専用技。
回転攻撃
レッドテイル系、オーシャンクロー系専用特技。全身を回転させながら突撃。相手全体に自分のレベルに応じたダメージを与える。
おうふくビンタ
魔教師エルシオン専用特技。本を持つ手で相手1体を2回殴りつける。
超高速連打
敵専用特技。1発の威力は通常攻撃よりも弱い。『VIII』では相手1体に対して攻撃を5発連続繰り出す。『IX』ではばくれつけんと同じ効果。『XI』ではランダムな相手に対する攻撃を6発連続で繰り出す。
連撃
真・災厄の王専用特技。相手1体に強烈な攻撃を立て続けに繰り出す。『X』のバラモスも似たような「はらわたをえぐる」という攻撃をしてくる。
窮鼠包包拳
『ジョーカー3プロフェッショナル』に登場。敵単体に無属性のHP割合ダメージを与えるが、ダメージにムラがある。「ダイの大冒険」から逆輸入された。
会心必中
『XI』以降の作品は特技として登場。MPを多く消費して、溜め込んだ拳にモンスター1体に必ず命中し会心の一撃を与える。守備力の高いメタル系モンスターに有効。
『IX』『X』の戦士の必殺技。必ず命中し会心の一撃となる攻撃を繰り出す。『X』のバージョン2.1からは自分の範囲の複数の敵に命中するようになった。

#### 歌・踊り系
歌や踊りによって相手を攻撃する特技。
死のおどり
相手全体を一定確率で即死させる。ザキ系呪文と似ているが、成功率はザキ系呪文よりも低い。
マッスルダンス
相手1グループを、踊りながら攻撃する。
バックダンサー呼び
『IX』のオーラスキルで習得する特技。バックダンサーを集合させ、ロールダンスで不思議な竜巻を巻き起こし、敵全体に無属性の大ダメージを与える。発動後は戦闘BGMがリセットされ、またBGMの最初から演奏される。
地獄のおどり
MP全てを使い、敵単体に強大なダメージを与える。対象は完全にランダム。
みちづれのワルツ
使用者と同じサイズのモンスターを3ターン後に即死させるが、自分も即死する。
星降りのサンバ
自分の素早さと相手の守備力に依存したダメージをランダム対象に4回与える。
てんびんのタンゴ
敵1体に「(相手の残りHP-使用者の残りHP)÷2」のダメージを与えるが、サイズが同じ相手にしか効果が無い。
魅了のおどり、魅了の舞い
周囲の敵を魅了させる。
「魅了の舞い」は『X』のバラモス専用特技で、魅了のおどりよりも効果範囲が広い。
死の曲
敵のみが使う技。相手全体を一定確率で即死させる。アイスチャイムが8体揃った時力を合わせて発動。
まきばの曲
笛吹き羊男系モンスター専用特技。羊を呼び出し攻撃させ、相手単体へダメージ。威力は使用者のレベルに依存する。

#### 自然系
自然を利用して相手にダメージを与える特技。
かまいたち
風の力で相手1体にダメージを与える。バギ系に属し、威力は使用者のレベルに依存する。『IX』のかまいたちは物理属性の1グループ攻撃でエレメント系に大ダメージを与える効果。
しんくうは
風の力で相手全体にダメージを与える。「かまいたち」の全体版だが、相手1体あたりの威力はこちらの方が若干弱い。『IX』では敵専用特技で、使用者によって威力が変化する。
トルネード
敵全員にバギ、ドルマ系統のダメージを与える。
地獄の竜巻
初出は『バトルロードII』。紫色の竜巻を発生させ、全員に風と暗黒属性のダメージ。3DS版『VIII』ではバギ系。
いなずま、はげしいいなずま、あれくるういなずま
雷を呼び寄せ相手全体にダメージ。威力は呪文「ライデイン」より少し弱い程度。エフェクトやイメージに反してイオ属性。『IX』には「はげしいいなずま」、「あれくるういなずま」という強化版が登場する。
てっぽうみず、つなみ、巨大なつなみ
大きな波を発生させ、相手全体にダメージ。水上でしか使えず、また、失敗することもある。水属性。PS版『VII』ではどこでも使えるようになっている。『IX』には「巨大なつなみ」という強化版が登場する。3DS版『VII』には登場しない。
発火、おにび、火炎竜
『ジョーカー』に登場。炎を巻き起こしてメラ属性のダメージを与える。発火は単体、おにび、火炎竜は全体にダメージ。
ハリケーン
嵐をおこして、相手1グループにダメージ。属性はバギ系。3DS版『VII』では、PS版でつなみを使用していたモンスターが全てこれを使うように差し替えられている。
ひばしら
火柱を立てて相手1体にダメージ。呪文「メラゾーマ」とほぼ同じ効果だが、失敗することがある。火の息などと同じ火属性。
マグマ
大地の底からマグマを呼び寄せ相手全体にダメージ。激しい炎と同等の効果だがこちらは失敗することがある。『バトルロードII』では単体攻撃。
モリーバーニング
炎を放って敵全員にダメージ。
石つぶて
足元の小石を拾って投げつけ、相手1グループに土属性のダメージ。『VIII』『IX』では武器を装備していないときのみ使用可能。
岩石おとし
大きな岩石を投げつけ、相手全体に土属性の大ダメージを与える。『VIII』『IX』では武器を装備していないときのみ使用可能。『IX』でのダメージは「ちから」と「きようさ」に依存する。
じひびき
地震を起こして相手全体に土属性のダメージを与える。水上などでは使用不可。飛んでいる相手には無効。『X』ではタイミング良くジャンプすれば避けられる。
ネクロゴンドの波動
『X』のバラモス専用特技。じひびきの上位技でダメージも強大だが、タイミング良くジャンプすれば避けられる。
じわれ
相手全体を一定確率で地割れに飲み込ませて即死させる。技の発動そのものが失敗することがあり、水上などでは使用不可。
めいどうふうま
相手全体を一定確率で地割れに飲み込ませて即死させる。MPを消費するが、発動が失敗することも場所を選ぶこともなくなった。
てんぺんちい
隕石を落として相手全員にイオ、ベタン属性のダメージを与える。
国王の怒り
『ヒーローズ』で登場。ディルクの特技であり、号令と共に上空から隕石を落とす。
大地揺らし
敵のみが使う技。地面を揺らして、相手全体にダメージを与える。威力は使用者のレベルに依存する。
星くず
隕石を呼んで単体に光、闇属性のダメージを与える。
流星
敵のみが使う技。なにかを呟き、天空から流星を落として相手全体に岩石（土）属性のダメージを与える。
ブラックホール
ブラックホールを起こして光、闇属性のダメージを与える。
神々の怒り
敵のみが使う技。空から隕石を落とし、ランダムな目標に4回物理系、イオ属性（『IX』では無属性）のダメージを与える。
氷のかたまり
スノーエイプ専用特技。足元の雪をなげつけて、相手全体にヒャド属性のダメージを与える。
地を走るいかずち
じごくのよろい（『VIII』『IX』）専用特技。剣を地面に突き刺し、地を走るいかずちを発生させ、相手全体にデイン（『IX』では雷・爆発）属性のダメージを与える。
ガレキ落とし
ブルドーガ系モンスター専用特技。ガレキを落として全体に土属性のダメージを与える。
近くにあった岩を放り投げる
ヌボーン系モンスター専用特技。岩を投げつけて単体にダメージを与える。

#### その他
上のいずれにも該当しない攻撃系特技。
ぐんたい呼び、どとうのひつじ、とおぼえ、おっさん呼び、したっぱ呼び、仲間を呼ぶ、おおごえでさけぶ、まものよび
謎の軍団や動物の群れなどを呼び、数回連続でランダムな相手にダメージを与える。
- 「ぐんたい呼び」はゴールドが必要。
- 「とおぼえ」は、『VII』のガボとモンスター職のゲリュオン専用特技。3DS版『VII』ではガボが使用すると特殊カットが入る。(3DS版のみMPが必要)
- 「おっさん呼び」は、『VIII』のヤンガス専用特技（『バトルロード』ではトルネコがとどめの一撃で使う）。
- 「仲間を呼ぶ」は、『モンスターズ』のみの固有攻撃技とされ、ランダムの確率で仲間が攻撃してくれる。
- 「まものよび」はHD2D版『III』のみ魔物使いがはぐれモンスター10体保護すると習得できる。フィールドのひみつの場所・町・ほこら・ダンジョン等のはぐれモンスターを見つけ出しスカウトした数に応じて威力が上がる。

想い出のリボン
『ヒーローズ』におけるビアンカの必殺技。リボンを投げてキラーパンサーのゲレゲレを呼び出し、敵に向かって突進させる。直線方向に長い攻撃範囲を持つ。
ひきさけ
狼に命令して相手1グループにダメージ。「まわしげり」と同じ効果。『VII』のガボ専用特技。3DS版『VII』では2体目以降への攻撃力が落ちない。
かみつけ
狼に命令して相手1体にダメージ。『VII』のガボ専用特技。
たいあたり、とっこう、マトンアタック、ぶつかれ
相手のHPを1/5に減らすが、自分も瀕死状態となる。「ぶつかれ」は『VII』のガボ専用特技。
『X』の「たいあたり」は通常ダメージに近いが（自分のHPは減らないがMPを消費）、タイミングがあえば相手の呪文や特技の発動を無効にできる。
すてみ
相手1体に通常の2倍のダメージを与えるが、そのターンは自分の受けるダメージも増大する。DS版『VI』では先制攻撃（しっぷうづきより早い）能力も有する。『IX』では攻撃力をかなり上げて守備力をすこし下げる特技に変わった。
みなごろし
敵味方関係なく、ランダムな目標1体に、守備力無視の大ダメージを与える。作品によっては「通常攻撃の2倍のダメージ」というものもある。
投げキッス
相手1体にダメージを与えると同時に、まれに相手の行動を1ターン封じる。
セクシービーム
相手1体にダメージを与えると共に混乱させることがある。威力は相手の混乱に対する耐性で変化する。『X』では対象とその周囲、『XI』では相手1体にダメージを与え、魅了させる特技となった。『XI』でのダメージ量は使用者の「みりょく」に依存する。
ピンクタイフーン、ピンクサイクロン
ピンク色の竜巻を巻き起こし、相手全体へバギ（風）属性のダメージを与える。『XI』の威力は使用者の『みりょく』に依存する。ピンクサイクロンは魅了の効果が追加されている。
天使の眼差し、みわくの眼差し、魔女のまなざし
相手1体にダメージを与えると同時に、まれに麻痺させることがある。みわくの眼差しになると、範囲が相手1グループに広がり、天使の眼差しよりも威力、麻痺率が上がる。魔女のまなざしは敵専用特技。
火吹き芸
相手1体に炎を吹きつけて攻撃。ダメージはかなり少ない。
キラージャグリング、ゴッドジャグリング
ジャグリングのボール（ゴッドジャグリングは鉄球）を投げつけ、相手全体にランダムで8回攻撃する。一撃あたりのダメージは通常攻撃より弱い。3DS版『VIII』では短剣スキルとして登場。攻撃回数は6 - 8回とやや幅がある。
サインぜめ
色紙にサインを書き、色紙を投げつけて攻撃する。1回ごとに50Gを使用する。
オオカミアタック
二匹のオオカミを呼び出して敵全体の中からランダムな対象に対する攻撃を2回繰り出す。ダメージは「攻撃力」と「きようさ」に依存する。
シールドアタック
防御しつつ攻撃する。威力は通常攻撃の半分ほど。
ゴールドなげ
ゴールドを投げて単体にダメージ
ホーリーライト
聖なる光で攻撃し、相手1体に250前後のダメージ。
呪いの鉄槌
『テリー3D』に登場。敵1体に自分のMPの減少分のダメージを与える。対象は選べない。
アイアンゲイザー
『ジョーカー3』に登場。ランダムに4回連続で攻撃。ダメージは自分の守備力に依存する。
パイルハンマー
『ジョーカー3』に登場。敵と味方の使用回数に応じて与えるダメージが大きくなる。
カラミティウォール
『ジョーカー3プロフェッショナル』に登場。敵全体に無属性かつ守備力無視の体技ダメージを与える。「ダイの大冒険」から逆輸入された。
鬼眼砲
『ジョーカー3プロフェッショナル』に登場。敵全体に無属性の物理ダメージを与えるが、ダメージにムラがある。鬼眼王バーンのスキルでのみ習得可能。
ミラクルムーン
『ヒーローズ』でフローラが使用する特技。同名の格闘系特技とは異なり、三日月の形をした無数の光の刃を出現させる。
おしつぶし
敵のみが使う技。大きな体で押しつぶして相手全体に通常攻撃の1/2分のダメージを与える。
ばくはつ（はじけとび）、はげしくはじけとぶ
敵のみが使う技。自らの命と引き換えに、相手全体にダメージを与える。呪文の「メガンテ」と似ているが、別物。
念じボール
敵のみ（主にボスキャラ）が使う技。ランダムな目標に対して2回固定ダメージと物理攻撃が複合した大ダメージを与える。防御していてもダメージが軽減されない。「おぞましいおたけび」と同じく物理系（無属性）に分類されるため、メタル系のキャラでも防げない。『VI』『VII』と『VIII』『IX』ではメッセージが変化した。
身も凍るおたけび
敵のみ（ラスボス・裏ボス級のキャラ）が使う技。補助系特技の「おたけび」とは異なり、完全な攻撃技。「身も凍りつくようなおぞましいおたけび」と表示され、それによって生じる激しい波動で、相手全体にダメージを与える。仁王立ちなどによる代理防御を無視し、ダメージは物理系（無属性）に分類されるため、メタル系のキャラでも防げず、尚且つスクルト等でダメージを軽減することは出来ない。『IX』では使用者のレベルによって威力が変化する。『バトルロード』でオルゴ・デミーラが使用するものは相手を精神的行動不能にする効果と、自分の体力を回復する効果を併せ持つ。
はげしいおたけび
敵のみが使う技。自分の前方の広範囲におたけびをあげてダメージを与える。使用者によってダメージを与えるのみ、ノックバックさせる、一定時間転倒させる、おびえ効果を与えるといったように追加効果が異なる。
つかんで地面に叩きつける
敵のみ（ラスボス・裏ボス級のキャラ）が使う技。巨大な手で相手を掴み地面に叩きつけて、相手1体に固定ダメージと物理攻撃が複合した大ダメージを与える。
ブーメランを投げる、クロスボウを放つ、スライムの人形、ゴーレムの人形、絶妙なコンビネーション
敵のみが使う技。メッセージ上は固有のものが流れるが、計算上は通常攻撃をした場合と全く同じダメージを与える。
勢いよく飛びかかる、うでを振り上げツメを振り回す、大きく口を開けかみつく、思い切り剣を振る、思い切り斧を振る、強烈な後ろげり、蹴飛ばす、さんえきのツバ、しっぽ振り回し、ジャンプ攻撃、上空から突撃、すりつぶし、スラ・ストライク、するどいキバ、するどいツノ、するどいツメで切り裂く、するどいツメを振り下ろす、全部投げ、空高く飛び上がる、空高く飛び上がり突き刺す、ツメ振り回し、突進してくる、飛び上がって攻撃、膨れ上がってのしかかる、喉をめがけて噛み付く、はげしく斬りつける、はげしく攻撃、張り倒す、ヒップアタック、不気味な笑いを浮かべて飛びかかる、武器を振りまわす、踏みつけ、ボディアタック、巻きつき、ヤリでつきさす、弓矢うち、ランプを投げる、わきめも振らず突進、わしづかみ
敵のみが使う技。単体への物理攻撃だが通常攻撃よりも威力が高い。使い手によって様々なパターンがある。
レーザー攻撃
キラーマシン（『VIII』以降）専用特技。目からレーザーを放って相手全体にダメージを与える。
のしかかり
しんりゅう、はがねのきょぞう、グランドラゴーン専用特技。大きな体で一気にのしかかって相手全体に通常攻撃と同じダメージを与える。
噛み砕き
しんりゅう、グランドラゴーン専用特技。相手1体に守備力を無視した大ダメージを与える。
寝返り
暴れ牛鳥専用特技。眠っているときのみ使用。寝返りをうって相手単体に物理ダメージを与える。
怪しい光（エスターク）
エスターク（『IV』）専用特技。眠っているときのみ使用。体から怪しい光を放ち、相手全体に50前後のダメージを与える。
とげ当たり
デスタムーア（第二形態）、過去のオルゴ・デミーラ（第二形態）専用特技。棘の生えた肩を怒らせ突進し相手1体に守備力を無視した大ダメージを与える。
はげしく何度もかみつく
ケルベロス系モンスター専用特技。ランダムな目標に対して4回物理ダメージを与える。1発の威力は通常攻撃の0.5倍。
大きなキバでかみくだく
エビルプリースト（進化後・第一形態）専用特技。相手1体に通常攻撃の1.5倍の威力の物理攻撃をすると同時に、追加効果でマヒ状態にする。
巨大な足で踏みつける
エビルプリースト（進化後・第二形態以降）専用特技。相手1体に固定ダメージと物理攻撃が複合した大ダメージを与える。
急降下
ホークマン系モンスター（『VIII』）専用特技。上空から急降下して相手単体にダメージを与える。威力は使用者のレベルに依存する。
するどいやいば、バードカッター
ガチャコッコ専用特技。全身を回転させて鋭い翼で相手全体に無属性のダメージを与える。
ボディプレス
ワニバーン系モンスター専用特技。大きな体で押しつぶして相手全体にダメージを与える。威力は使用者のレベルに依存する。
集中攻撃
バッファロン系モンスター専用特技。相手1体を2匹で集中攻撃して、4回連続ダメージを与える。1発の威力は通常攻撃の0.4倍。相方となる魔物（モヒカント系モンスター）がいないと使用できない。
呪いの紋章
しにがみきぞく（『VIII』）専用特技。呪いの紋章で、相手単体に無属性のダメージ。
飛び上がって襲い掛かる
アルゴングレート専用特技。単体への物理攻撃だが通常攻撃の1.3倍の威力がある。
無数のムチ
ドルマゲス（第一形態）、追憶のドルマゲス（第一形態）専用特技。無数のムチを放って相手全体に物理系のダメージを与える。
ガレキ投げ
ドルマゲス（第一形態）、追憶のドルマゲス（第一形態）専用特技。ガレキを投げつけランダムな目標に2回物理系のダメージを与える。
フェザースコール
ドルマゲス（第二形態）、追憶のドルマゲス（第二形態）専用特技。無数の羽を雨のように降り注がせて相手全体に物理系のダメージを与える。
叩きつける
暗黒神ラプソーン専用特技。大きな手を叩きつけて、相手全体に物理系のダメージを与える。『IX』では1体への攻撃になった。
スカッドミサイル
ガマキャノン専用特技。相手1体にダメージを与える。
ロケットランチャー
デザートタンク専用特技。相手全体にダメージを与える。
キャノン砲
キャノンキング専用特技。相手1体にダメージを与える。
スーパーレーザー
Sキラーマシン専用特技。目からレーザーを放って相手全体に大ダメージを与える。
マデュライトビーム
スライムマデュラ（『IX』『X』）専用特技。相手全体に光属性の大ダメージを与える。
みんなで楽しくVジャンプ！、みんなで楽しくWジャンプ！
Vロン系の特技。WジャンプはVロン強およびサイキョーVロンが使用。VもしくはWの文字を放って全体に攻撃し、Vジャンプは残りHPを1桁にするほど、Wジャンプは9999のダメージを与える。発動までの待機時間にZRボタンで（ヌンチャクの場合はヌンチャクを振って）ジャンプすることができればダメージを受けない。
インドラの矢
災厄の王専用特技。対象の相手およびその周囲に雷系の大ダメージを与え、麻痺状態にさせる。
魔蝕
周囲の相手に闇系の大ダメージを与え、呪い・幻惑・混乱状態にさせる。
針百本、針千本、針1400本、針万本
『ファイナルファンタジーXIV 新生エオルゼア』から『X』にゲスト出演したサボテンダー、サボテンダー強専用特技。針百本と千本は通常のサボテンダーが、1400本と万本はサボテンダー強が使用。体の針を飛ばして周囲に攻撃し、それぞれ特技の名称の数字に近い数値のダメージを与える。技の発動までの待機時間中にサボテンダーから離れていればダメージを受けない。

### 攻撃補助系特技
相手のステータス異常を引き起こしたり、ステータス値を下げたりして戦闘を有利にするための特技。

#### 特殊打撃
主に敵が使い、ダメージを与えるとともにステータス異常を引き起こす特技。
どくこうげき、もうどくこうげき、もうどく斬り
打撃とともに相手を毒状態にさせる。さらに『IX』には打撃と同時に猛毒状態にする強化版も登場する。
まひこうげき
打撃とともに相手をマヒ状態にさせる。
ねむりこうげき（さいみん攻撃）
打撃とともに相手を眠らせる。『II』や『V』では、主人公側がこの技の効果で眠らされた際に「いしきをなくした!」と表示される。
混乱攻撃（メダパニ攻撃）、メダパニ斬り
打撃とともに相手を混乱させる。
マヌーサ斬り
打撃とともに相手を幻惑させる。
すいめんげり
打撃とともに相手を転ばせ、行動を1ターン封じる。飛んでいる敵には無効。
ロストアタック、テンション下げ攻撃、身の毛もよだつ攻撃、サゲサゲチョップ
テンション下げ攻撃、身の毛もよだつ攻撃は敵のみが使う技。打撃とともに相手のテンションを下げる。サゲサゲチョップは相手のテンションが低いほど与えるダメージが大きくなる。
やいばくだき、だつりょく斬り
打撃とともに相手の攻撃力を下げる。
ボミエアタック、すねくだき
打撃とともに相手の素早さを下げる。
フールシュート、テンプルブロー
打撃とともに相手の賢さを下げる。
ブレスクラッシュ
打撃とともに相手のブレス攻撃を封じる。
ブレイクダンス
打撃とともに相手の踊り攻撃を封じる。
スキルクラッシュ
打撃とともに相手の特技を封じる。
フォースブレイク
ダメージとともに相手の全耐性ダウンの効果を与える。
もうどく弾
敵のみが使う技。猛毒の液体を発射し、相手全員にダメージを与えつつ猛毒にする。
まばゆいせんこう
敵のみが使う技。相手全員に光属性のダメージを与えつつ、マヌーサ状態にする。
ツノ攻撃
敵のみが使う技。打撃とともに相手を転ばせ、行動を1ターン封じる。
呪い攻撃
敵のみが使う技。打撃とともに相手を呪い、行動を1ターン封じる。呪いに耐性のあるキャラクターには無効。
つきとばし
敵のみが使う技。打撃でダメージを与え、行動を1ターン封じる。下記の「突きとばし」とは別物。
はげしい鉄球ぶん回し
怪力軍曹イボイノス専用特技。敵全体にダメージを与え、混乱状態にする。
斬り上げ
ギュメイ将軍、魔剣神レパルド専用特技。打撃とともに相手を必ず転ばせ、行動を1ターン封じる。

#### ブレス系
特殊作用のある息を口から吐き出す特技。
あまい息
相手1グループを眠らせる。
どくの息
相手1グループを毒状態にする。本編では主人公側が使って敵を毒状態にしても何の意味もない。モンスターズでは毒状態で戦闘中にもHPが減少するので使う意味はある。
もうどくのきり
相手を猛毒状態にし、ターンごとにHP（ヒットポイント）を減らしていく。『バトルロードII』では敵全員にダメージを与え、たまに毒の追加ダメージを与える。
やけつく息
相手1グループをマヒ状態にする。
のろいのことば、じゅそのこえ
敵全員に呪いをかける。
まどいの息
相手全員を混乱させる。
斬撃封じの息、体技封じの息、作戦封じの息、かくらんの叫び
相手全員の特定の種類の特技を封じる。作戦封じの息とかくらんの叫びは敵の作戦の変更を不可能にする。
死神の息吹
相手全員の息の根を止める。精度はザラキと同じ。
レクイエムのふえ
敵味方全体の内、HPが残り8分の1の対象の息の根を止める。
大きなため息
敵全員のテンションを下げる。

#### 歌・踊り系
歌や踊りによって相手を不利にさせる特技。
ふしぎなおどり
相手1体のMPを減らす。「ふしぎなおどり1」から「ふしぎなおどり3」まで存在し、数字が大きいほど効果も大きい。大幅にMPを減らす「ミステリーダンス」という上位技も登場している。『バトルロード』ではMPの概念が無いため、敵全員を呪文に弱くする技に変更された。『XI』ではマホトラおどりと同じ効果となった。
マホトラおどり
相手1体（3DS版『XI』では相手全体）のMPを奪って自分のものにする。
さそうおどり、船上ダンス
相手1体（作品によっては相手全体）を踊らせて、行動を1回分封じる。
メダパニダンス
相手1グループを混乱させる。
おどりふうじ
「ラストダンス」という名のダンスを踊り、相手1グループの踊りを封じる。
ステテコダンス、コミックソング
相手1グループを笑わせて（作品によってはショックを受けさせて）行動を1ターン封じる。
ひつじのダンス
相手1体を眠らせる。PS版『VII』では何も起こらない。
さざなみの歌、ゆりかごの歌
相手1グループを眠らせる。
ひつじかぞえ歌
相手全体を眠らせる。
まふうじの歌
相手1グループの魔法を封じる。
のろいの歌
相手1グループの守備力を下げる。呪文のルカナンと似た効果。
呪いの歌、呪いの曲
敵のみが使う技。相手全体の行動を1ターン封じる。ただし、呪いに耐性のあるキャラクターには無効。『VII』に登場した「のろいの歌」とは別物。
しらけるダンス、マッスルポーズ
敵のみが使う技。相手全体のテンションを1段階下げる。
芸術スペシャル
ドン・モグーラ、スーパーモグーラ専用特技。音痴な歌で、使い手以外全員を敵味方関係なく混乱させる。
タメトラ踊り
『テリー3D』に登場。敵1体からテンションを奪う。
呪いのルンバ
『イルルカ』に登場。敵全員のMPが毎ターン減っていく呪いをかける。
やけつく踊り
『ジョーカー3』に登場。敵全員をマヒさせる。
ポイズンステップ
『ジョーカー3』に登場。敵全員を毒にする。
奈落の舞い
『X』のバラモス専用特技。周囲の相手の耐性を下げる。
暗黒の舞い
『X』のバラモス専用特技。周囲の相手の補助呪文を解除すると共に特技を封じる。

#### その他
あみなわ
網縄で相手1体の行動を1ターン封じる。
あしばらい
相手1体を転ばせて行動を1ターン封じる。ただし、飛んでいる敵には無効。『バトルロード』ではダメージを与えることもできる。『IX』では棍専用特技。
なめまわし、ひゃくれつなめ
相手1体の身をすくませて行動を1ターン封じる。「ひゃくれつなめ」は対象の守備力を0にする効果を伴う。DQMJ2ではなめまわしも同じ効果となった。
くすぐりの刑
相手1体を笑わせて行動を数ターン封じる。
いっぱつギャグ
相手1グループを笑わせて行動を1ターン封じる。
ほえろ
相手1グループを驚かせて行動を1ターン封じる。『VII』でガボ専用特技として初登場。
おたけび
相手全体を驚かせて行動を1ターン封じる。 『バトルロード』でダークドレアムが使用するものは、相手単体にダメージを与えて精神的行動不能にする攻撃技となっている。
はげしいおたけび
『X』における敵専用特技。周囲（正面扇状）の敵にダメージを与え、使用者によって追加効果なしか、強制的に転倒させたり、おびえの追加効果を与えたりする等の違いがある。馬系のモンスターの場合ははげしいいななき。
ボケ
相手1グループを笑わせて行動を封じる。「かいしんのボケ！」というクリティカルに相当する効果が出ることもある。『X』では成功させた分だけ自分のテンションが上がることがあり、また直後に味方からツッコミをしてもらうと笑いの判定がもう一度発生する（その二度目の判定ではテンションは上がらない）。『VII』に登場した「ぼけ」とは別物。
ぱふぱふ
女性が使った場合は、魅力で相手1体の行動を1ターン封じる。『VIII』においては相手が溜めたテンションを打ち消す効果も付加している。女性から女性へのぱふぱふは無効（ただし『IX』では女性にも効く）。男性や仲間モンスターが使うと「きもちわるい！」などのメッセージが表示され相手1体にダメージを与える。なお、『ファミコン神拳奥義大全書』（集英社）によると、この「ぱふぱふ」とは、『ドラゴンボール』（コミックス第2巻）で図解されている概念と同じものである。
まぶしい光
相手全体の目をくらませて、1～2ターンの間攻撃を当たりにくくする。
スキャンダル
カメラ撮影のフラッシュで目をくらませ、命中率を低下させる。
すなけむり
相手全体の目に砂を飛ばし、マヌーサ（幻惑され攻撃が命中しにくい）状態にする。『バトルロード』では対象が敵1体になったが、ダメージを与えることもできる。
花ふぶき
扇専用特技。扇で花びらを飛ばし、マヌーサ状態にする。
ぶきみな光
相手1グループの呪文に対する抵抗力を弱める。ただし、元から効かない呪文が効くようになったりはしない。
突きとばし、ともえ投げ
相手1体を遠くへ飛ばし、戦闘から除外する。
皮肉な笑い、冷たい笑み
相手1体のテンションを下げる。冷たい笑みになると相手1グループのテンションを下げる。
いてつく波動
相手全体の補助呪文（「スクルト」「バイキルト」「ルカニ」など）の効果や上昇したテンションをすべて打ち消す（但し、パラディンガードは打ち消されない）。『X』以降では有利な強化効果のみ消すよう変更された。『III』では敵味方問わず全てに波及、その後は（発動者から見て）敵の有効ステータスを無効化する。作品によっては敵の障害ステータスも無効化する場合がある（例えば、敵にかけたラリホーの効果が消えるなど）。『IV』では味方が使った場合は単体にのみ有効だが、『VI』以降変更・統一された。『III』ではラストボスが使うのみ、『IV』ではあるアイテムの特殊効果（リメイク版ではあるキャラクターが使用可能）、『V』ではアイテムの効果と特定のモンスターの特技など、かなり限定されていたが、『VI』『VII』『IX』では転職システムによって誰でも使える。基本的には主にゲーム後半のボスが使用するが、稀にザコモンスターでも使う場合がある。『バトルロード』では特定の武器および魔王の使う技によるものとスペシャルカードによるものの2種類が存在し、いずれもプレイヤーのゆうきを減らす効果も持つ。またスペシャルカードによるものはステータスをリセットする効果は持たず、相手の状態異常スペシャルカードを打ち消す効果に変更されている。『ソード』では必殺剣の一種で、敵全員を冷気で攻撃する。『ジョーカー2』では特性としていてつくはどうが存在する。このいてつくはどうはターンの最初にランダムで発動し、そのモンスターの行動には影響せずそのターン中に他の特技などを使うことも可能。ただし、味方の補助効果も打ち消してしまう。
零の洗礼、いてつく波紋
『X』に登場。凍てつく波動と同じ効果だが一体のみが対象。呪文「マジャスティス」に類似。いてつく波紋は『ジョーカー3』HD2D版『III』に登場。『ジョーカー3』の表記上は「いてつくはもん」となっている。
あやしいきり（ふしぎなきり、くろいきり）
敵味方全体に「いてつく波動」の効果を与えた後、敵味方問わず、呪文が一切使えない状態にしてしまう。「いてつく波動」で解除可能。HD2D版『III』では魔物使がはぐれモンスター100体保護すると習得できる。
赤い霧
『テリー3D』に登場。敵味方問わず、斬撃系の特技が一切使えない状態にしてしまう。
白い霧
『テリー3D』に登場。敵味方問わず、体技が一切使えない状態にしてしまう。
青天の霧
『イルルカ』に登場。敵味方問わず、ダメージと回復の限界を9999にする。
攻滅の刻、守滅の刻、早滅の刻、賢滅の刻
『ジョーカー3』に登場。敵味方全員の特定の能力値をしばらくの間下げる。
なだめる
敵1体の怒り状態を解除する。
くちぶえ
本来は移動用の特技だが、『IX』から戦闘中にも使用可能になった。くちぶえを吹いて挑発し、敵1グループを怒り状態にする。
ちょうはつ
『ジョーカー3』に登場。しばらくの間、敵の攻撃を自分に引き付ける。
スポットライト
自分自身にスポットライトを当てて敵の注意を惹き付け、敵全体を怒り状態にする。
つきのはどう
不思議な波動を放って相手全体の物理攻撃力を下げる。
斬撃封じ、体技封じ
敵1体の特定の種類の技を封じる。
踊り封じ
敵全体の踊りを封じる。
会心封じ
敵1体の会心の一撃、呪文会心を封じる。
ブレイク封じ
敵全員のブレイク系特性を封じる。
みがわり封じ
現在ターンの間、敵1体のみがわり状態を封じる。
冥界の霧
敵味方全員のHP、MP回復をダメージに変換し、復活も阻止する。
テンションシフト
『ジョーカー3』に登場。自分の今のテンションを敵全体に押し付ける。
メイルストロム
『ヒーローズ』でフローラが使用する特技。同名の呪文とは異なり、星の渦を発生させて周囲の敵を引き寄せる。
ねんまく弾
敵のみが使う技。べたべたした液体を発射し、相手全員の素早さを下げる。
せんこう弾
敵のみが使う技。光を放ち、相手全員の眼をくらませる。
呪いをかける
敵のみが使う技。呪いをかけて様々な不利な効果を与える。
糸をはく、首輪を投げつける
敵のみが使う技。相手1体の行動を1ターン封じる。
呪いの玉、呪いの指差し
敵のみが使う技。相手1体の行動を1ターン封じる。ただし、呪いに耐性のあるキャラクターには無効。
呪いのきり
敵のみが使う技。相手全体の行動を1ターン封じる。ただし、呪いに耐性のあるキャラクターには無効。
みつめる
敵のみが使う技。相手1体を確実に眠らせる。
あやしいひとみ
敵のみが使う技。目を光らせて相手1体を強制的に眠らせる。眠りに対する耐性も無視される。
主人公の声マネ
敵のみが使う技。主人公の声を真似て作戦を強制的に変えてしまう。
猛烈な勢いで突進
敵のみが使う技。相手1体を強制的に馬車の中に戻す。
馬車のドアを閉める
敵のみが使う技。戦闘メンバーと馬車の中の味方との交代を封じる。
超おたけび
敵のみが使う技。通常のおたけびよりはるかに成功率が高い。
やみのはどう
敵のみが使う特技。相手全体の守備力とすばやさを下げる。モンスターズでは何らかの状態異常にさせる。
暗黒のきり
敵のみが使う特技。相手全体のこうげき力とこうげき魔力を下げる。
あやしいひかり
敵のみが使う特技。受けた相手は状態異常やステータスダウンの効果を受けやすくなる。あやしいひかり自体は耐性を無視、スーパーハイテンション状態の相手にも有効。
からみつくいばら
いばらドラゴン系モンスター専用特技。相手1体の行動を1ターン封じる。呪いに耐性のあるキャラクターには無効。
わらえるストーリー
パペットこぞう系モンスター専用特技。相手全体の行動を1ターン封じる。
冷めるストーリー
パペットこぞう系モンスター専用特技。相手全体のテンションを初期化する。
愛のものがたり
パペットこぞう系モンスター専用特技。受けたキャラクターによって反応が異なる（『VIII』の場合主人公が混乱、ヤンガスが笑って1ターン休み、ゼシカがうっとりして1ターン休み、ククールが寝る）。
縄文縛り
はにわナイト専用特技。縄を投げつけて相手1体の行動を封じる。
クモ糸縛り
妖毒虫ズオー系モンスター専用特技。蜘蛛糸をからませて相手1体の行動を封じる。
ヘンな顔
クラウンヘッド専用特技。変な顔で笑わせて相手全体の行動を封じる。
ムラサキのひとみ
ドグマ専用特技。目を光らせて相手全員を強制的にマヒにする。マヒに対する耐性やアストロンさえも無視し、使われた時点で全滅となる。いわゆる強制敗北イベントにおいて使用される。
竜神の封印
竜神王専用特技。主人公を数ターン確実に動けなくする（竜神の封印が来る時にチーム呼びをすれば主人公の行動不能を回避できる）。戦闘開始直後にのみ使用する。
突風
呪幻師シャルマナ専用特技。突風で転ばせて相手全体の行動を封じる。
呪縛糸
怪蟲アラグネ専用特技。蜘蛛糸をからませて範囲内の相手の行動を封じる。
ゆうわく
追憶のゼシカ専用特技。あやしいポーズをして誘惑し、相手全体を強制的に混乱させる。混乱に対する耐性も無視される。女性キャラには無効。
闘魔滅砕陣
「ジョーカー3プロフェッショナル」で登場。敵全体を1ターン休み状態にするが、確率が高い。「ダイの大冒険」から逆輸入された。

### 補助系特技
味方や自分のステータスの増強、あるいは防御など、味方を有利にする特技。

#### 強化・変身系特技
味方や自分のステータスを一時的に増強したり、変身して全く別のステータスのキャラクターになってしまう特技。
ちからため、きあいため、ためる、ためる弐、ためる参
次のターンの攻撃の威力を倍増させる。作品によっては攻撃を必中にさせる効果もある。「バイキルト」の呪文と併用可能。『VII』では両者に大きな違いは無いが、『モンスターズ』では「ちからため」は他作品同様だが、「きあいため」はMPを消費しターンの最後に威力を高めた攻撃を放つ効果となっている。『VIII』ではテンションを上昇させる戦闘コマンド「ためる」に統合された。『バトルロードII』の「ためる」は味方全員のテンションを上げる。『IX』『X』は『VIII』の効果で特技として扱われる。『X』では武闘家専用。ためる弐とためる参は『X』に登場。自分のテンションを2あるいは3段階上昇するが、MPを消費する。バージョン1.0時代は失敗することもあったが、1.1以降は確実に成功するようになった。
ハイテンション
自分のテンションを2段階上昇させる。3DS版『VIII』でモリーが使えるが、モンスターズシリーズでは敵専用特技。
おうえん
自分以外の味方1人のテンションを上げる。主人公専用で、男女で体の動きが異なる。一部の敵も使用し、ラストテンツクのおうえんは対象のテンションを二段階上げる。『X』では戦闘していない状態で、戦闘や職人仕事をしている他のプレイヤーキャラに対して発動させ、おうえんを受けたプレイヤーは戦闘中であればパーティ全員のテンションを上がったり、応援した者の職業に応じた追加効果を受けられる場合がある。職人仕事中の場合は仕上げ時に得られる職人経験値にボーナスが加わる。
モリーエール
味方一人のテンションを1～2段階上げる。
たたかいの歌
味方全員の守備力を上げる。呪文のスクルトと似た効果。『IX』では味方全員の攻撃力を一段階上げる効果（バイキルト）に変更された。
ウールガード
味方全員に、吹雪系の攻撃のダメージを軽減するバリアを張る。
身かわしきゃく
1～2ターンの間、自分の回避率を上げる。
魔結界
使用者の周りに魔法の結界を張り、相手の攻撃呪文で受けるダメージを軽減させる。
魔力かくせい
使用者のこうげき魔力を2段階上昇させる。『バトルロードビクトリー』では味方全員の呪文を暴走させる。
早読みの杖、ラピッドステッキ
早読みの杖は両手杖スキルで、ラピッドステッキはスティックスキル120で習得。一定時間呪文の詠唱速度が速くなる。
暴走魔方陣、超暴走魔方陣
両手杖専用特技。魔方陣を張り、中で呪文を唱えれば暴走しやすくなる。超暴走魔方陣は両手杖スキル120で習得。
聖なる祈り
使用者のかいふく魔力を2段階上昇させる。『バトルロード2』では数ターンの間全員のHPを自動回復する。
聖女の守り
ザキ系呪文やメガンテといった即死系の攻撃を受けたときに、1回だけ耐える。耐えたときは残りHPが1になる。『X』では味方1人がHPが半分以上ある状態から0になるほどのダメージを受けたときに、HPが1で持ちこたえるようになる。効果持続時間は2分間。
天使の守り
使用者のHPが0になった場合、HP半分で復活する。呪文「リザオラル」と同じ効果だがこちらは自分専用。効果持続時間は30分間。復活直後に再度かけ直すことも可能だが、1.1のバージョンアップにおいて詠唱時間の延長、及び蘇生後すぐにコマンドを入力できなくなった。
しんぴのさとり
使用者のこうげき魔力とかいふく魔力を上昇させる。
やまびこのさとり
味方1人が1ターンに同じ呪文を連続で使えるようにさせる。
メイクアップ
使用者のみりょくを大幅に引き上げる。『バトルロード2』では味方の攻撃に数ターン行動不能の効果を付加させる。
ビーストモード
HD2D版『III』は特技として登場。自分自身に数ターンの間だけ2回行動になり、すばやさが1段階アップする。重ねがけで効果は重複しない。
『X』のまもの使いの必殺技。自分の攻撃力と防御力が2段階上がり、30秒間、コマンド入力の間隔が0になる。
テンションバーン
使用者は、攻撃を受けるとテンションが一段階上がるようになる。但し、必ず上がるとは限らない。
ファイアフォース、アイスフォース、ストームフォース、ダークフォース、ライトフォース
味方1人に属性攻撃に強くなり、通常攻撃が属性攻撃になるフォースをまとわせる。魔法戦士の秘伝書を持っていれば、味方全体にかけることができる。
テンションパサー
味方1体に自分の現在のテンションを与える。使用者のテンションは0になる。
星のきせき
味方1体の攻撃、守備、素早さ、かしこさを1段階上げる。
星うらない
次に行動する際、星のまもり(一定ターン、一部の特技が必ず成功)、星のおくりもの（攻撃、守備、素早さ、賢さのいずれかを2段階上げる）、星のいかり（味方全員のテンションを4段階上げる）のいずれかの効果を発揮する。
ひょういのポルカ
自らの命を犠牲に味方全体の攻撃、守備、素早さ、賢さを1段階上げる。
たたかいのふえ、まもりのふえ、ハヤブサのふえ、ちしきのふえ
笛を吹き、3ラウンドの間それぞれ味方全員の攻撃、守備、素早さ、賢さを上げる。
乱心のかまえ、背水のかまえ、晩成のかまえ、狂気のかまえ、盲信のかまえ
特定のステータスを上げるが、代わりに状態異常になってしまう。
気合の宝玉
『ヒーローズ』に登場。ディルク専用の特技で、気合の宝玉を掲げて一定時間テンション上昇率をアップさせる。
魔力解放
『ヒーローズ』に登場するピサロの特技で、一定時間自分を強化する効果がある。使用すると肩に担いでいた武器を両手で構えるようになる。
変身
自分自身を怪物に変身させてじひびきやしんくうはで敵を攻撃する。変身中は命令することはできない。
進化の秘法
本来は『IV』における重要な要素の一つだが、『ヒーローズ』ではピサロの必殺技として登場。進化の秘法によってデスピサロに変態し、すべての目から放った光線で前方を横一直線に焼き払う。
ぶんしんけん
『ヒーローズ』に登場するアリーナの特技。一定時間、自分と同じ動きをする２体の分身を発生させる。
ミラーステップ
『ジョーカー3』に登場。味方全員で1回だけ踊りを反射する。
遊び人のマイム
『ジョーカー3』に登場。自分のテンションを下げ、他の味方全員のテンションを上げる。
王様のロンド
『ジョーカー3』に登場。自分以外の味方全員のテンションを下げ、自分のテンションを上げる。
連続ちからため
敵のみが使う技。自分のテンションを一気に2段階上昇させる。
一気にハイテンション、一気にスーパーハイテンション、超ちからため
敵のみが使う技。自分のテンションを一気にハイテンション（スーパーハイテンション）になるまで上昇させる。
アゲアゲダンス
敵のみが使う技。味方全員のテンションを一段階上げる。
目の色が変わる、本気を出す、おびえる、顔色が変わる
敵のみが使う技。行動パターンが変わる。能力が変わる場合もある。
レベルアップの曲
マージリンリン、アイスチャイム専用特技。マージリンリン、アイスチャイムが8体揃った時全員で力を合わせて発動。使用した全員が「マージリンリン（アイスチャイム）Lv5」となり、能力を上げると同時に行動パターンが変わる。
カラが割れる
タマゴロン、ワンダーエッグ専用特技。別の種類のモンスターに変身する。
合体
がったいスライム系モンスター専用特技。同種のモンスター8体が合体して別の種類のモンスターになる。『IX』は3体での合体バージョンも追加。
4身合体
バル、ベル、ボル、ブル系モンスター専用特技。別種のモンスター4匹が合体して別の種類のモンスターになる。
若き血潮
グレイナル（宝の地図ボス版）専用特技。自身の攻撃力、守備力、素早さを上昇させる。

#### 防御系特技
敵の攻撃に対して味方や自分を守り、あるいは反撃する特技。
ぼうぎょ
従来は基本コマンド。防御の構えをとり受けるダメージを減少させるが、その間一切の行動ができなくなる。一定時間が経過するかB（クラシックコントローラはb）ボタンを押すことで解除される。
『X』ではVer.3.5後期までの盾専用特技だった。Ver. 4.0以降は盾スキルから外され各職業のバトルコマンドの次ページに表記され、使用できるようになった。
やいばのぼうぎょ
『IX』、『X』等で登場。どちらもパラディン職業専用スキルで取得できるようになっている。防御の構えをとり受けるダメージを減少させ、一部のダメージを、攻撃してきた敵に与える(呪文は反射できないがそのかわりダメージを軽減できる)が、その間一切の行動ができなくなる。一定時間が経過するかB（クラシックコントローラはb）ボタンを押すことで解除される。
大ぼうぎょ
1ターンの間（『X』における仕様はぼうぎょと同様）、あらゆる攻撃（物理攻撃・呪文・特殊攻撃）のダメージを大幅（約10分の1）に減らす。ただし、息系攻撃など一部ぼうぎょ無効な特殊攻撃もある。『IX』では盾専用特技。
ふしぎなきり
自分の周囲に黒い霧を発生させ、一度だけ敵の攻撃を無効にする。
かばう、みがわり、におうだち
1ターンの間、味方をかばい攻撃のダメージを代わりに受ける。かばうは味方一人に、みがわりは瀕死の仲間に（モンスターズでは味方全体）、におうだちは味方全体に有効。
ただし、イオ系や炎などの全体攻撃も最大4人分一手に受けることになる。念じボールなどかばえない攻撃もある。みがわりは『ジョーカー3』では使用するとテンションが2段階低下するデメリットも付与された。
まもりのきり
霧によって、盾によって防げる攻撃を1回だけ確実に回避する。モンスターズではダメージを与える呪文・特技類を、種類を選ばず1回だけ確実に無効化する。
といきがえし
扇専用特技。数ターンの間、ブレス系の攻撃を跳ね返す。
風姿花伝
扇専用特技。分身を作り出し、盾によって防げる攻撃を1回だけ確実に回避する。
ビッグシールド
盾専用特技。一定ターン（時間）の間、盾で攻撃をガードする確率を高める。
ミラーシールド
盾専用特技。数ターンの間、呪文の攻撃を跳ね返す。呪文のマホカンタと同じ。
まもりのたて
盾専用特技。一定ターン（時間）の間、状態異常などのデメリット効果にかかりにくくなる。
会心完全ガード
『IX』より、盾の秘伝書の効果（名称は「痛恨完全ガード」）として登場。モンスターズでは特定のモンスターに備わる特性として登場。
『X』ではVer.2.5後期まで盾専用特技として登場した。一定時間痛恨の一撃を必ずガードしてダメージを受けない。Ver.3.0より後述の「会心ガード」の名称に変わって登場する。それ以降は宝珠アイテムに入手し宝珠ポイント振り分ける事で、一定の確率で発生する。
会心ガード
『X』の盾スキル100で習得。「会心完全ガード」の下位に当たる。一定時間敵から与える痛恨の一撃のダメージが少なくなる。
ファランクス
『X』の盾スキル120で習得。一定時間与えるダメージが少なくなる代わりに、受けるダメージも少なくなる。
キラキラポーン
スティック専用特技。受けた仲間一人は一定時間デメリット効果を受けなくなる。ただし2ndシリーズ以降の敵が使う技の中にはキラキラポーンを貫通するものもある。
弓聖の守り星
『X』の弓スキル140で習得。対象一人とその周囲の味方に、デメリット効果を一度だけ受けなくなる効果を与える。キラキラポーンと重複して効果を得ることも可能だが、キラキラポーンと同じく無効化できない状態異常もある。
おいかぜ、きょうふう
1ターンの間、炎や吹雪等ブレス系の攻撃を跳ね返す。おいかぜは自分のみ、きょうふうは味方全体に有効。
つっこみ
1ターンの間身構えて、自身が受けた打撃攻撃をその攻撃をした相手にやり返す。ボスが使う特殊攻撃の中にはやり返せない技もある。『IX』に登場した「ツッコミ」とは別物。
まねまね、しっぺ返し
1ターンの間身構えて、自身が受けたあらゆる攻撃をその攻撃をした相手にやり返す。ボスが使う特殊攻撃の中にはやり返せない技もある。
ぼけ
1ターンの間、「な～んちゃって！」のセリフとともに打撃攻撃によるダメージを無かった事にして無効化する。『IX』に登場した「ボケ」とは別物。
うけながし、うけながしのかまえ、天地のかまえ
一度だけ自分への攻撃を別の相手に受け流す。失敗することもあり、また味方に受け流すこともある。天地のかまえは『IX』では棍の秘伝書を持っていると使用できる。
無心のかまえ
『ジョーカー3』に登場。味方全員で1回だけ体技を反射する。
ノアのはこぶね
1ターンの間、味方全員がどんな攻撃も受け付けなくなるが、自分達も一切行動できない。呪文のアストロンと似た効果。
斬撃よそく、物理よそく、体技よそく、呪文よそく、息よそく、踊りよそく
敵から特定の技を受けた時にその技を跳ね返す。
羽根をまきちらす
チキーラ専用特技。1ターンの間、相手の物理攻撃を全てミスさせてしまう。
打撃完全ガード
ドラゴンガイア系モンスターや冥獣王の右の腕が使用。前者は「竜眼」の効果でランダムに効果を得る。対象者に向けられた打撃攻撃全般や、おたけびやぶきみなひかり等の呪文以外の技を全て無効にする。
呪文完全ガード
ドラゴンガイア系モンスターや冥獣王の左の腕が使用。前者は「竜眼」の効果でランダムに効果を得る。対象者が受ける呪文を全て無効にする。呪文「マホステ」とほぼ同じ。
ダメージ完全ガード
ドラゴンガイア強専用特技で、「竜眼」の効果でランダムに得る。全ての攻撃によるダメージを受けなくなり、自分の重さが上昇。零の洗礼で打ち消すこともできないが、打撃／呪文完全ガードと異なりぶきみなひかりやヘナトス等のデメリット系呪文・特技は無効にせず、また発動時に自分がそれらのデメリット系効果を受けやすくなるリスクも負う。
かくれる
『ジョーカー3』に登場。しばらくの間、敵全体から狙われなくなる。
ファントムレイザー
『ジョーカー3プロフェッショナル』に登場。MPを全て消費して先制で発動。使用後に物理攻撃を仕掛けた相手を即死させるが、使用者の動きが止まると発動しない。「ダイの大冒険」から逆輸入された。

#### 召喚系特技
新たな仲間を戦闘に参加させる特技。
しょうかん（タッツウ / デアゴ / サムシン / バズウしょうかん）、げんま召喚（カカロン / バルバルー / クシャラミ / ドメディ）、死霊呼び（がいこつ / ゴースト / よろいのきし）、大砲置き
精霊や幻魔をランダムに呼び出し、味方パーティと一緒に戦わせる。精霊や幻魔への命令は不可。『VII』では特定の条件下により呼び出せないこともある。『モンスターズ』では各精霊の名前が指定されていて、GB版ではレベルアップすると別の精霊を呼ぶように変化する（PS版では変化せず、個別に習得する）。『X』のげんま召喚は任意で指定の幻魔を召喚でき、敵からの攻撃対象に選ばれず、一定時間ランダムで行動する。死霊呼び、大砲置きは一定のHPを持ち、0になれば消滅する。
チーム呼び
モンスターチームを呼び出して主人公の代わりに戦わせる。
なかまを呼ぶ
敵のみが使う技。新たなモンスターが現れて戦闘に参加する。
身を守り仲間を呼ぶ
敵のみが使う技。防御しつつ新たなモンスターを呼ぶ。呼ばれた仲間は即行動する。メッセージ上は「身を守っている」と出るが実際にはダメージを軽減する効果は無い。
おおごえでたすけを呼ぶ
敵のみが使う技。使用した次のターンの開始時に新たなモンスターが現れて戦闘に参加する。
ふたつにわかれる
敵のみが使う技。分裂し、同種のモンスターが1体現れて戦闘に参加する。
なかまをたくさん呼ぶ
敵のみが使う技。同種のモンスターが一度に大量に現れ戦闘に参加する。
〜〜と〜〜を呼ぶ
敵のみが使う技。2種類の別種のモンスターを同時に呼び寄せ戦闘に参加させる。呼び寄せたモンスターのうち片方が倒されても、どちらか1体でも残っているかぎり、再度の使用はしない。
しもべ呼び
ムドー専用特技。きりさきピエロが現れて戦闘に参加する。
大声でしもべを呼びつける
ムドー専用特技。使用した次のターンの開始時にデビルアーマーが現れて戦闘に参加する。
肉片をとばす
オルゴ・デミーラ（最終形態）専用特技。自分の肉片からドゴロクかブロブロスを生み出し戦闘に参加させる。
わかめ音頭
わかめ王子専用特技。プチアーノンやだいおうキッズを一度に6体呼び寄せ戦闘に参加させる。
杖で空間を切り裂く
呪われしゼシカ、追憶のゼシカ専用特技。シャドー（追憶のゼシカは追憶のシャドー）を一度に3体呼び寄せ戦闘に参加させる。
分身
ベロリンマン及び幻魔将ファズマが使用する特技。自分そっくりの分身を3体生み出し、相手をかく乱する。分身は攻撃してもダメージは入らず、毎ターン3匹まで復活する。分身と本体を見分ける方法はなく、戦闘時点では全体攻撃の手段もないため、ダメージを与えるには運任せになる。『X』では範囲攻撃が可能ではあるが、分身にもHPが設定されている上にそれが本体共々非常に高い為、分身を消し去る勇者姫アンルシアの特技『勇者の眼』に頼ることになる。
分裂
ドルマゲス（第一形態）専用特技。自身を3体に分裂させ、別々に攻撃してくる。ベロリンマンとは異なり3体それぞれがHPを持ち、全て攻撃して倒す必要がある。

### 回復系特技
味方のHPを回復したり、死者を蘇生させたりするための特技。
祝福の杖
杖専用特技。味方1人のHPを回復させる。同名の武器の効果が特技化したもの。
ふっかつの杖
杖専用特技。死んでいる仲間を生き返らせることができる。ただし失敗する場合もある。同名の武器の効果が特技化したもの。
力の盾
『X』の盾スキル190以降のチャージスキルに登場。盾ガード時にHPが徐々に回復する効果を付与する。
やすらぎの歌
味方全員のHPを少しだけ回復させる。
ハッスルダンス
味方全員（『X』では範囲内の味方）のHPを回復させる。『VIII』及び『ヒーローズ』シリーズではこのダンスはゼシカがマラカスを使う。『IX』は扇専用特技で、扇の秘伝書を所持した状態で使用できる。『X』ではきょくげいスキル100で習得、ポンポンを持って踊る。回復量は使用者の「かいふく魔力」と「おしゃれさ」に依存する。『XI』ではシルビアが笛を吹きながら踊る。回復量は「みりょく」に依存する。HD2D版『III』は遊び人のレベルアップで習得し、80ポイント回復する。
めいそう
自分のHPを大幅に回復させる。『IX』ではプレイヤーが使う場合の回復量が大幅に低下したが、移動中にも使用できるようになった。『バトルロードII』ではSPカードのめいそうは相手の特技を1ターン無効化する効果、敵が使用する場合は自身のテンションを上げる効果。『X』では武闘家専用特技。HD2D版『III』は勇者のレベルアップで習得する。
いやしの雨
数ターンの間、味方のHPを回復させ続ける。回復量は使用者のレベルに依存。
天使の歌声
死んでいる仲間を生き返らせることができる。ただし失敗する場合もある。
せいれいのうた
使用した次のターンに、死んでいる仲間を半分の確率で生き返らせることができる。
精霊の舞
扇専用技。仲間一人を完全に生き返らせる。
メガザルダンス
呪文「メガザル」と同等の効果（自分の生命と引き換えに、仲間全員を蘇生させ、HPを完全回復させる）のあるダンス。ただし失敗する場合があり、失敗した場合でも使用者は死んでしまう。
ツッコミ
仲間一人の混乱や眠りを治す。『X』以降の作品ではマヒや魅了も治すことができるが、眠り以外は必ず成功するとは限らない。1.1以降はきようさ依存で成功率が上がり、2.3後期以降は魅力の治す成功確率が上がった。『VII』に登場した「つっこみ」とは別物。
エンドオブシーン
『X』のきょくげいスキル120で習得。自分の周囲の味方の混乱や魅了などの状態異常を回復する。
モリーフレッシュ
自分にかかった状態異常を治す。
みねうち
仲間一人のねむりとまひ、混乱を治す。
めざめの歌
眠っている仲間全員を起こす。
不撓不屈（ふとうふくつ）
自分にかけられた悪性ステータス（毒やマホトーン、ルカニによる守備力低下など）を全快する。
ひかりのはどう
味方全員の悪性ステータスを全快する。ただし、戦闘不能や「すてみ」の効果などは治せない。『トルネコの大冒険2』では戦士の特技扱い。『ジョーカー2』では特性の光のはどうが登場、特定のモンスターはターン開始時に通常の行動とは別に、光のはどうをオート発動することがある。
光のはもん
『ジョーカー3』に登場。光のはどうの単体版。光のはどうの特技廃止（特性のみに変更）に伴い差し替えられた。
光の旋風
味方全体の悪性ステータスを全快するブレス系の特技。光のはどうとは特技分類と消費MPが異なる。『ジョーカー3』では全ての状態変化が段階性になったことに伴い、味方全体の悪性ステータスを1段階下げる効果となった。
浄化の雨
『ヒーローズ』で登場。ジュリエッタの特技であり、魔法銃から発射した光弾が弾けてステータス異常を回復する雨が降り注ぐ。
せいしんとういつ
MPを一旦消費したのち、使用したターン終了時（『IX』ではその後数ターンに渡って）、自分のMPを回復する。『モンスターズ』では、1ターン消費し、次のターンに2回行動できるようになる特技。
HPパサー、MPパサー
自分のHP、MPを他の仲間に与えることができる。
心機一転
自分のHPとMPを入れ替える。HPは最低1残る。
夢想のかまえ
自分のHPを回復するが、眠ってしまう。
無念無想
『X』のきあいスキル130で習得。最大MPの30%を回復できる。
一気飲み
敵のみが使う技。アモールの水を一気飲みして自分のHPを回復させる。
いのり、魔力回復、邪悪な祈り
敵のみが使う技。目を閉じて祈り始め、魔力を全回復してしまう。ラスボス級の敵がマダンテと併用するときのみ使用。技自体の登場は『VI』が最初だが、「いのり」の名称が使われたのは『IX』のガイドブックが初。『X』では「魔力回復」、『ドラゴンクエストモンスターズ スーパーライト』では「邪悪な祈り」という名称が使われている。
いやしのふえ、やすらぎのふえ
笛を吹き続け、3ラウンドの間味方のHP、MPを回復する。
けづくろい
HD2D版『III』に登場。味方1人のHPに50～60回復する。

### その他の戦闘中の特技
効果が不確定なものや、戦闘に直接効果を及ぼさないもの、使用しても自分にメリットがない特技など。
あそび
『III』『IV』『X』の気まぐれ行動とし
て登場し、『VI』以降の作品の特技にも登場する。『III』の遊び人及び『IV』のトルネコは1/2の確率で指示した内容を無視して勝手に行動し、戦闘中に遊びだす。『X』の遊び人は攻撃時にランダムで追加行動する「気まぐれ」で遊びだす。遊びの内容と結果によって攻撃から回復、自分が眠り状態になってしまう等、様々なことが起こるが、使用するまで何が起こるか分からない。遊びの内容は使用したキャラクターと、『VI』以降の遊び人の職業レベルによって異なる。
モンスター呼び
モンスターをランダムに呼んで攻撃。効果は呼ばれたモンスターによって異なる。
みやぶる
相手の正体を見破る。一度見破った種類のモンスターは、討伐モンスターリストで、倒した時入手できる可能性のあるレアアイテムについて確認できるようになり、モンスターの解説文もより詳細に見ることができるようになる。但し、『IX』では見破ったモンスターは必ず倒さなければ意味が無く、逃げられたり見逃したりした場合は詳細が載らない。『X』では見破った敵に逃げられても、その戦闘または前後の戦闘で同種のモンスターを倒していれば詳細が載る。また『X』では宝箱がミミック系か否かの判別もできる（呪文「インパス」に類似）。
ぬすむ
『VII』では敵のみ、『IX』『X』は味方のみ使える技。相手からゴールドをかすめとる。『IX』ではアイテムをかすめ取る。『X』ではどちらをかすめとるかランダム。
まものならし
相手をならして、戦闘後、仲間にしやすくする。『バトルロードII』では敵単体の行動を封じる。
ゼロのしょうげき
黒い霧、ラウンドゼロなど空間に作用する特技を使った敵を即死させるが、『ジョーカー2プロフェッショナル』では使用した敵がいない場合は自分が力尽きる。
パーティチェンジ
『イルルカ』に登場。敵全体をスタンバイと入れ替え、以降のスタンバイとの入れ替えも封じる。1戦闘につき1回しか使えない。
スキップ
『ジョーカー3』に登場。敵味方全員の行動回数を1回に制限する。
マジカル☆ポシェット
怪獣プスゴン専用特技。ポシェットから出したものによって効果が変わる。
しのび笑い
しのび笑いをするが何も起こらない。使う価値はほとんど無い。
言い争いをする、顔を洗う、グラグラする、するどい視線、自分の歌に酔いしれる、じゃれている、全てを悟った顔、高らかに笑う、挑発する、手をすり合わせる、どうしていいかわからない、ニヤニヤ笑う、ヌボーっとしている、のんびり顔を洗う、不気味に微笑む、笑いながら武器をなめ回す、不敵に笑う、ヘラヘラ笑っている、ボーっとしている、まごまごしている、夢中で絵を描く、フワフワしている、ゴロゴロしている、優雅に微笑む、様子を見る、様子をうかがう、余裕の笑み、笑っている
敵のみが使う技。何も起こらない。
なにかを おもいだそうとしている
魔物のすみかのキラーパンサー専用特技。何も起こらない。
燃えるストーリー
パペットこぞう専用特技。相手全体のテンションを上げてしまう。

### 移動中の特技
移動中にのみ使用できる特技。「じゅもん」コマンドから使用する事が多い。
くちぶえ
その場でモンスターを呼び寄せて戦闘をする。ただしエンカウントの発生しない場所では何も起こらない。『IX』では戦闘中にも使用でき、敵を怒らせる。
しのびあし、しのびばしり
一定距離を進む間、エンカウント率が下がるとされているが、そういう効果がないとされている作品もある。また特定のガイドブックには敵に不意打ちされる確率が上がるとも書かれている。名前とは裏腹に船に乗っているときでも有効。
モリーもりもり
近くにいるモンスターを引き寄せる。
とうぞくのはな、たからのにおい
現在いる場所に宝物がいくつ残っているかを調べる。
タカのめ、うみどりのめ
近くの建物やダンジョンの位置を知ることができる。
あなほり
足元を掘って（そこに出現するモンスターが落とす可能性のある）アイテムやゴールドを見つける。船の上では掘れない。『バトルロードII』では地中からスコップを突き出して敵1体を攻撃する攻撃技。
ねる
眠りに就くことによって歩くごとにHPとMPを回復させる。そのフロアにおいて有効。ただし同一フロアでは戦闘突入時にも眠りの状態となる。
おもいだす、もっとおもいだす、ふかくおもいだす
記憶した町の人の会話をその場で閲覧することができる。覚えた会話の内、最新の物から順に一定数のみ思い出せるが、「もっと」→「ふかく」とレベルアップするにつれより古い会話を思い出す事が出来る。「ふかくおもいだす」でも思い出せないほど古くなった（順番が後ろになった）会話は消える。冒険をはじめた直後、一度も会話を記憶していない状態でもいくつかのメッセージが記録されている。リメイク版『VI』では仲間会話システムでヒントを得られるようになったため廃止された。
HD2D版『III』は特技ではなく移動コマンド「おもいで」から使用できる。記憶できる数は「もっとおもいだす」と同様と訪れた場所との通算上30件閲覧できる。
わすれる
記憶した町の人の会話から不要な物を選んで削除することができる。
HD2D版『III』は特技ではなく移動コマンド「おもいで」から使用できる。記憶した出来事の会話を該当ボタンで消去する。
かみのおつげ
次のレベルに必要な経験値を教えてくれる。教会の「おつげをきく」と同じ効果。
おはらい
仲間1人の呪いを解く。シャナクの呪文と同じ効果だが、外れた装備品は消えることはない。
おとしあな
フィールドに落とし穴を掘り、触れた者1人（モンスター、マルチプレイ時の仲間、自分自身など種類を問わず）を穴に落とす。数秒経つと脱出する。
おたからさがし
『IX』に登場。上画面の地図上に、お宝（固定アイテムの入っている赤い宝箱のみ対応）の在り処を示す光がつく。宝の地図のダンジョンでは赤い宝箱がないが、階段の場所が分かる。
ステルス
仲間全員の気配を消し（外見上は青い半透明の姿になる。『ジョーカー2』では色調は変化せず）、敵シンボルから見つからなくする。一定歩数歩くか敵シンボルに触れる、モンスターの出現しない地域に移動する等の行動で解除される。『ジョーカー』以降、エンカウント方式がランダムエンカウントからシンボルエンカウントに変更された為、トヘロスに代わって登場した。その後、本編『IX』にも登場し、こちらは戦闘中も使用可能。『テリー3D』では旅の扉から出るか、1回戦闘を行うまではフロアを跨いでずっと状態が維持される。『イルルカ』では習得がかなり遅くなった上にふしぎなカギの世界でしか使えず、かなり利便性が悪くなり、『ジョーカー3』以降に至っては完全に削除されてしまった。
ダーマのさとり
『IX』に登場。賢者のスキル「さとり」により習得し、いつでもどこでも転職することが可能になる。習得キャラ以外の転職も可能だが、「転生」はできない。なお、バグにより洞窟内で使用すると高確率でフリーズする。
しんだふり
『X』で盗賊のおたからスキルで習得。その場に倒れ、移動中の場合は敵シンボルが追跡をやめ、戦闘中は敵から狙われなくなる。また使用者のHPが自動回復する。

### 必殺
『IX』で新たに追加された特技の延長線上にある技。一定の条件を満たすことで「ひっさつ」コマンドから使用する。『X』では職業ごとに特定のクエストをクリアしてから使用可能になる。Ver.6.3より追加のクエストをクリアすることでもう一つの必殺技が使用可能になる。
会心必中
詳しい詳細は格闘特技の「会心必中」を参照。
戦陣の凱歌
『X』における戦士の追加必殺技。攻撃力、守備力、会心率を大幅に上昇させる。
ゴスペルソング
『IX』における僧侶の必殺。全員のHPと状態異常を回復する。
聖者の詩
『X』における僧侶の必殺。ゴスペルソングと似た効果だが、回復量が最大HPの半分に固定されており、死者であっても最大HPの半分で復活させる。
神域の加護
『X』における僧侶の追加必殺技。範囲内のHPを回復させつつ、致死量のダメージを受けてもHP1で耐える効果を与える。蘇生と状態異常の回復はできない。
ミラクルゾーン
魔法使いの必殺。発動から一定ターン（時間）の間は消費MPが0になる。
メドローア
『X』における魔法使いの追加必殺技。前方直線状の敵に極大ダメージを与える。ダメージ上限は9999を超える。
一喝
武闘家の必殺。必ず成功するおたけびの効果とテンションを1段階上げる。スーパースターの必殺技、『ダンスフィーバー』とほぼ同じ。
崩命拳
『X』における武闘家の追加必殺技。敵1体に極大ダメージを与える。
お宝ハンター
盗賊の必殺。指定した敵を倒すとアイテムが必ず手に入る。『X』では微量のダメージと、バージョン3.1からはショックによる休み効果も与える。
ファントムハック
『X』における盗賊の追加必殺技。範囲内の敵を攻撃しつつ5秒間の休み効果を与える。
アクロバットスター
旅芸人の必殺。一定ターン（時間）の間はみかわし率とカウンター率が大幅に上昇する。『X』のバージョン2.4からは自分のテンションが1段階上がり、みかわし率・カウンター率上昇の効果が周囲の仲間にもかかるようになった。
トリックゾーン
『X』における旅芸人の追加必殺技。範囲内の敵を攻撃しつつ幻惑と守備力低下の効果を与える。
テンションブースト
バトルマスターの必殺。テンションを3または4段階まで一気に上昇させる。『X』では必ず4段階上昇させる。
ラッシュバーン
『X』におけるバトルマスターの追加必殺技。ランダムな敵に5回連続の極大ダメージを与える。
EXPルーレット
『IX』における魔法戦士の必殺。戦闘後に取得する経験値の上昇率をルーレットで決定する。倍率は術者のレベルに依存する。
マジックルーレット
『X』における魔法戦士の必殺。自分のMPを回復（50%から全快までランダム）する。バージョン3.0からは自分の周囲の味方のMPも回復するようになった。
エナジーフォール
『X』における魔法戦士の追加必殺技。MP全てを消費して範囲内の敵に消費MPの10倍の光属性ダメージを与えるマダンテの強化版。呪文ではないのでマホカンタ系、マホステで反射、無効化されないがMP回復効果は付かない。
妖精たちのポルカ
レンジャーの必殺。攻撃力と守備力が上昇し、各種息に対する耐性も上昇する。『X』では自分の周囲の味方にも効果が発揮され、息耐性がなくなった代わりに一定時間HPとMPも自動回復する。
アヌビスアタック
『X』におけるレンジャーの追加必殺技。アヌビスを呼び出して敵1体を3回攻撃しつつ一定時間守備力を0にする。
パラディンガード
パラディンの必殺。一定ターン（時間）の間、自分に対するあらゆる攻撃を無効にし（凍てつく波動も無効）、なおかつ敵全体を怒り狂わせる。『IX』ではこの状態でパラディン特技の「におうだち」を発動するとメンバーへの攻撃は全て無効となる（但し、凍てつく波動は防げない）。
聖光の鎧
『X』におけるパラディンの追加必殺技。一定時間自身の最大HPを500増加させる。
神の息吹
賢者の必殺。自身のMPを回復する。『X』では回復量は少なくなったが、一定時間呪文の詠唱が早くなる（早詠みの杖を使った状態よりも早い）効果と、しんぴのさとり同様に攻撃魔力と回復魔力が一段階上がる効果が追加された。Ver.6.2からは二段階に強化された上で呪文の与ダメージアップと回復量アップの効果も付与される。
天恵の光
『X』における賢者の追加必殺技。範囲内の味方のHPを回復させつつ最大HPを200増加させる。
ダンスフィーバー
『IX』におけるスーパースターの必殺。敵全体に必ず成功する踊りの効果とテンションを1段階上げる。武闘家の必殺技、『一喝』とほぼ同じ。
モンスターゾーン
『X』におけるスーパースターの必殺。敵全体を怒り狂わせ、一定時間の間みかわし率が上昇、自分に触れる攻撃でダメージを受けた場合はその相手をマヒさせる。バージョン2.1からは受けるダメージを軽減する効果と、天使の守り（自分が死亡した際に生き返る）の効果が追加された。
銀幕の世界
『X』におけるスーパースターの追加必殺技。一定時間自身のCTを全て0にする。
ビーストモード
詳しい詳細は強化・変身系特技の「ビーストモード」を参照。
流星爪牙
『X』におけるまもの使いの追加必殺技。敵1体に極大ダメージを与える。
強化ガジェット零式
どうぐ使いの必殺。自分の周囲に、味方の攻撃や呪文の威力が上がり会心・暴走が出やすくなる結界を張る。当初は60秒持続していたが、バージョン2.1後期にて20秒に短縮された。
アブソリュートレイ
『X』におけるどうぐ使いの追加必殺技。敵1体に大ダメージを与える。
荒神の舞
踊り子の必殺。自分と周囲にいる仲間のテンションを2～4段階一気に上昇させる。
歌神のスコア
『X』における踊り子の追加必殺技。一定時間自身の足元にテンションが上昇し続ける陣を張る。
ゾディアックコード
占い師の必殺。手札にある4枚のタロット全てにオーラを宿らせて効果を強化し、40秒間、タロットを使用する際にターンを消費しない。
ワイルドカード
『X』における占い師の追加必殺技。一定時間タロットを消費しなくなる効果を自身に与える。
天地鳴動の印
天地雷鳴士の必殺。自分及び召喚している幻魔が敵に与えるダメージと会心率を上げ、コマンド間隔を短くする。
シュジャク召喚
『X』における天地雷鳴士の追加必殺技。シュジャクを召喚して敵1体に雷属性の極大ダメージを与える。
パルプンテ
遊び人の必殺。呪文と同様で何が起こるかわからないが、全く意味のない効果はあっても味方側にマイナスとなる効果はない。
びっくりルーレット
『X』における遊び人の追加必殺技。一定範囲の敵にランダムな属性の極大ダメージを与えつつその属性の耐性を下げる。
デスパワーブースト
デスマスターの必殺。自身のデスパワーを最大にする。
冥界の祝宴
デスマスターの追加必殺技。範囲内の味方に死亡後蘇生の効果を与える。ただし、天使の守りと違い効果は永続しない。
錬魔の秘法
魔剣士の必殺。特技の発動時間、移動速度、行動間隔を上昇させる。
魔剣解放
魔剣士の追加必殺技。闇の波動を最大まで上げて闇のヴェールを発動させる。
ウルトラ大砲置き
海賊の必殺。通常の大砲より強力なウルトラ大砲を設置する。
パニックキャノン
海賊の追加必殺技。設置されている全ての大砲に行動短縮、被ダメージ減少、一定確率で恐怖付与の効果を与え、大砲持続時間をリセットする。

### ゾーン技
『X』で追加されたマスタークラスの職業がゾーン状態に入った時のみ使用できる必殺技に相当する技。
ブーストオーラ
ガーディアンのゾーン技。自身に与ダメージ上昇とCT短縮の効果を付与する。
防塞領域
ガーディアンの追加ゾーン技。自身の足元に一定時間全てのダメージを無効化する陣を設置する。ダメージを伴わない状態異常特技は防げない。
ドラゴラム
竜術師のゾーン技。一定時間ドラゴンに変身する。変身中はおもさ等のステータスが上昇し、任意で専用の特技を使用できる。

### 超必殺
4人全員で必殺技を選択すると、パーティの職業に応じた超必殺技のうち一つを使用できる。『X』では各キャラが同時に行動しないシステム故に存在しない。
覇王斬
戦士・レンジャーの超必殺技。パーティメンバー全員の攻撃力を足して単体に防御無視の大ダメージ。
精霊の守り
僧侶・パラディンの超必殺技。一定ターンの間パーティメンバー全員が無敵になる（凍てつく波動も無効）。
超ミラクルゾーン
魔法使い・賢者の超必殺技。全員発動から一定ターンの間は消費MPが0になる。
テンションマスター
武闘家・バトルマスターの超必殺技。全員テンションを3または4段階まで一気に上昇させる。
スーパールーレット
盗賊・魔法戦士の超必殺技。戦闘後に取得するゴールドと経験値が上昇。一定の確率で、戦闘後のアイテムゲットが確定する。
スペクタクルショー
旅芸人・スーパースターの超必殺技。戦闘中の全ての敵をメタル系に変化させる。ボス戦では選択肢に出ないため使用できない。

### チーム必殺技
『VIII』において、モンスターチームで特定の組み合わせを組んだ時、2～3体のモンスターが力を合わせて発動させることがある必殺技。
トリプルソード
剣を持ったモンスター3体が力を合わせて発動。相手1体を3体で取り囲み、同時に切りつける。与えるダメージは、3体がそれぞれ通常攻撃を一発ずつした時の合計の約1.5倍。
スラ・ストライク
メタルスライム1体とスライム2体のチームを組んだとき、3体が力を合わせて発動。相手1体に対し3体が順番に体当たりをする。与えるダメージは、3体がそれぞれ通常攻撃を一発ずつした時の合計の約1.5倍。
マシーン・ラッシュ
マシン系モンスター3体が力を合わせて発動。相手1体に対し3体が順番に攻撃する。与えるダメージは、3体がそれぞれ通常攻撃を一発ずつした時の合計の約1.5倍。
ライダーズカーニバル
生き物に乗ったモンスター3体が力を合わせて発動。相手1体に対し3体が順番に突進する。与えるダメージは、3体がそれぞれ通常攻撃を一発ずつした時の合計の約2倍。
ジェットキラーアタック
キラーマシン3体が力を合わせて発動。相手1体に対し3体が次々に攻撃を仕掛ける。与えるダメージは、3体がそれぞれ通常攻撃を一発ずつした時の合計の約3倍。
烈風獣神斬
斧を持ったモンスター3体が力を合わせて発動。相手1体に対し3体が順番に攻撃する。与えるダメージは、3体がそれぞれ通常攻撃を一発ずつした時の合計の約1.5倍、相手が獣系の時は約2倍になる。MPを消費しないこと以外は斧スキルの烈風獣神斬とほぼ同じ性能。
超さみだれ突き
槍を持ったモンスター3体が力を合わせて発動。3体のうち、2体が3回ずつ、1体が2回ずつの計8回ランダムな目標に対する攻撃を繰り出す。一発の威力は、通常攻撃の約半分。
マインドブレイク
棍棒を持ったモンスター3体が力を合わせて発動。相手1体に打撃攻撃を与えると同時に相手の攻撃を1ターン封じる。与えるダメージは、3体がそれぞれ通常攻撃を一発ずつした時の合計よりやや大きい。
ナーグルカナン
モヒカントとバッファロン、もしくはギガンテス2体が力を合わせて発動。相手1体に打撃攻撃を与えると同時に一定ターンの間守備力を半減させる。与えるダメージは、2体がそれぞれ通常攻撃を一発ずつした時の合計と同じ。
ナーグゴールド
おどる宝石とゴールドマンが力を合わせて発動。相手1体に打撃攻撃を与えると同時に与えたダメージの約半分のゴールドを手に入れる。与えるダメージは、2体がそれぞれ通常攻撃を一発ずつした時の合計と同じ。バトルロード格闘場では使用できない。
シャイニングアロー
弓を持ったモンスター3体が力を合わせて発動。光の矢で相手全体に120前後のダメージを与える。MPを消費しないこと以外はシャイニングボウとほぼ同じ性能。
ラブラブタイフーン
通り名に「愛」のフレーズが入っているモンスター3体が力を合わせて発動。ピンク色の竜巻を巻き起こし、相手全体へ80前後のダメージを与える。MPを消費しないこと以外はピンクタイフーンとほぼ同じ性能。
ビッグバン
『VIII』開発スタッフの名前をもじった名前を持つスカウトモンスター3体が力を合わせて発動。大爆発を引き起こし、相手全体に大ダメージを与える。MPを消費しないこと以外は鎌スキルのビッグバンとほぼ同じ性能。
マダンテ
メタル系モンスター2体が力を合わせて発動。残りMPを全て消費し、相手全体に固定ダメージを与える。組み合わせによって威力が変わる。他のマダンテと異なり、残りMPによって威力が変わることは無い。バトルロード格闘場では使用できない。
クラスマダンテ
メタル系モンスター3体が力を合わせて発動。残りMPを全て消費し、ランダムな目標に対して3～10回、120程度のダメージを与える。他のマダンテと異なり、残りMPによって威力が変わることは無い。バトルロード格闘場でも使用可能。
ベホマラー
ホイミスライム、ベホマスライム、メタルスライムのうち2体が力を合わせて発動。味方全員のHPを回復させる。MPを消費しないこと以外は呪文のベホマラーとほぼ同じ性能。
ベホマズン
ホイミスライム、ベホマスライム、メタルスライムのチームを組んだとき、3体が力を合わせて発動。味方全員のHPを全回復させる。MPを消費しないこと以外は呪文のベホマズンとほぼ同じ性能。
ザオリーマ
ホイミスライム、ベホマスライム、はぐれメタルのチームを組んだとき、3体が力を合わせて発動。味方全員のHPを全回復、死亡状態の味方をHP満タンの状態で復活させる。
マスターゾーン
ホイミスライム、ベホマスライム、メタルキングのチームを組んだとき、3体が力を合わせて発動。味方全員のHPを全回復、死亡状態の味方をHP満タンの状態で復活させ、味方全員の守備力を25％上昇、相手全体の守備力を25％下降させる。1ターンにザオリーマ、スクルト、ルカナンを同時に使うのと同じ効果。
ラジカルストーム
エレメント系モンスター3体が力を合わせて発動。味方全員に吹雪、炎、呪文を軽減するバリアを張る。
テンションブースト
ウィッチレディ、わらいぶくろ、おどる宝石、わかめ王子のうち3体でチームを組んだとき、3体が力を合わせて発動。味方全員のテンションを一気に2段階上昇させる。
暗闇の歌
通り名に「夜」のフレーズが入っているモンスター3体が力を合わせて発動。味方全員と相手全体の守備力をゼロにすると同時に、AIの判断力を最低にする。敵に対して効くかどうかはザキ耐性に左右される。
合体スライム
スライム3体が力を合わせて発動。どこからともなく無数のスライムを呼び寄せ合体し、ウルトラスライムに変身する。
合体ドラキー
ドラキー3体が力を合わせて発動。ドラキー3体が合体し、グレートドラキーに変身する。
いかりのまじん
ゴーレム、ストーンマン、ゴールドマンのチームを組んだとき、3体が力を合わせて発動。3体が合体し、怒りの魔人に変身する。

### チャンス特技
『X』において特定のクエストをクリアすると使用できるようになる。必殺技同様に戦闘中時折使用可能になり、「チャンス」のコマンドが表示されている間に選択する必要がある。かつては職業ごとに2種類のチャンス特技しか使用できなかったが、Ver.4.1からは全てのチャンス特技が使用可能になり、代わりにチャージタイムが付いた。
ドラゴンソウル
敵一体に雷属性の攻撃をし、風属性の耐性を下げる。
グランドクロス
敵一体とその周囲の敵に風属性の攻撃を2発行い、雷属性の耐性を下げる。
げきりんのさとり
自分に早読みの杖の効果がかかり、18秒間唱える呪文が必ず暴走する。
災禍の陣
敵一体を対象にしてその周囲に魔方陣を敷き、その上にいる敵は受けるダメージが増加する（発動者や味方には影響は無い）。NPCのエステラは通常の特技として使用する。4.1において全職業で使用可能になったことからバランス調整として、守備力を0にする効果がなくなった。
慈愛の明星
対象一人とその周囲の味方のHPを大きく回復する。
スケープガード
周囲の味方が受けるダメージを、それぞれ100ずつ軽減した状態で肩代わりする。効果時間は30秒間。

### れんけい技
「XI」においてゾーンに入った二人以上のキャラクターが協力して発動させる技。
シャドウアタック
主人公、カミュが使用可能。敵1体を2回攻撃する。
火炎陣
主人公、カミュが使用可能。敵全員の炎、土属性の耐性を下げ、数ターン、敵の行動直前にダメージを与える。
スリープアタック
主人公、カミュが使用可能。敵1体に2回攻撃した後眠らせる。
はやぶさのまい
主人公、カミュが使用可能。敵1体を2回攻撃する。
メタルキラー
主人公、カミュが使用可能。敵全員と敵1体にメタル系によく効くダメージを与える。
ブリザードソード
主人公、ベロニカが使用可能。敵1グループを攻撃しつつ行動を1回封じる。
ゴスペルソード
主人公、ベロニカが使用可能。敵1体を攻撃し、主人公のHPとMPを与えたダメージ量に応じて回復させる。
ほのおのまい
主人公、ベロニカが使用可能。敵の中からランダムで炎属性のダメージを4回与える。
雷竜打ち
主人公、ベロニカが使用可能。敵1体に雷属性のダメージを与える。
サイクロン斬り
主人公、セーニャが使用可能。敵全員に風属性のダメージを与える。
あくまキラー
主人公、セーニャが使用可能。敵全員に炎属性のダメージを与える。あくま系には威力が高い。
金剛の旋律
主人公、セーニャが使用可能。敵1体に土属性のダメージを与える。マシン系とメタル系には威力が高い。
極楽送り
主人公、セーニャが使用可能。敵1体にダメージを与える。ゾンビ系には威力が高い。
ゆうしゃのまい
主人公、シルビアが使用可能。味方全員の攻撃力を2段階上げる。
フォーリンラブ
主人公、シルビアが使用可能。敵1グループにダメージを与え、マヒさせる。
ナカマよび
主人公、シルビアが使用可能。敵1体を11回攻撃する。
爆炎斬り
主人公、シルビアが使用可能。敵1体に炎属性のダメージを与える。
メラハリケーン
主人公、シルビアが使用可能。敵1グループに炎または風属性のダメージを与える。
デスドリーム
主人公、シルビアが使用可能。敵1体に大ダメージを与えるが、敵の眠りと混乱を確実に解く。
デインジャグリング
主人公、シルビアが使用可能。敵の中からランダムに雷属性のダメージを6回与え、攻撃が当たった相手を混乱させる。
青春の1ページ
主人公、マルティナが使用可能。敵1体に大ダメージを与える。
ストームスラッシュ
主人公、マルティナが使用可能。敵全体に雷と風属性のダメージを2回与える。
氷炎乱舞
主人公、マルティナが使用可能。敵1体に氷属性のダメージを4回与え、炎属性のダメージを1回与える。
竜虎撃
主人公、マルティナが使用可能。敵1体にダメージを4回与える。
火炎ばらい
主人公、マルティナが使用可能。敵1グループに炎属性のダメージを与えつつ転ばせる。
グランドネビュラ
主人公、ロウが使用可能。敵全体に光属性のダメージを与え、光属性の耐性を下げる。
獣王大連撃
主人公、ロウが使用可能。敵1体にダメージを7回与える。
ダークデイン
主人公、ロウが使用可能。敵全体に雷か闇属性のダメージを与える。
ユグノアの子守歌
主人公、ロウが使用可能。敵全員を眠らせる。
駿馬乱舞
主人公、グレイグが使用可能。敵の中からランダムに4回ダメージを与える。
背水の覚悟
主人公とグレイグの攻撃力を2段階上げるが、守備力が2段階下がる。
アルテマシールド
主人公、グレイグが使用可能。味方全員が受ける痛恨の一撃と呪文の暴走を完全に防ぐ。
竜王斬り
主人公、グレイグが使用可能。敵1体を2回攻撃する。ドラゴン系には威力が高い。
アイスストーム
主人公、グレイグが使用可能。敵全体に2回氷属性のダメージを与えつつ、動きを1回封じる。
雷神むそう
主人公、グレイグが使用可能。敵全員に雷属性のダメージを与える。
聖竜の守り
主人公、バトルメンバー全員が使用可能。少しの間無敵になる。